# San Lorenzo (Florence)
De San Lorenzo of Sint-Laurensbasiliek (Italiaans: Basilica di San Lorenzo) is een basiliek in de Italiaanse stad Florence. De kerk is gewijd aan Sint-Laurens. Het huidige gebouw ontstond in de 15e eeuw naar een ontwerp van Filippo Brunelleschi en anderen, onder wie waarschijnlijk Michelozzo. De kerk heeft vanaf die tijd gediend als parochiekerk en mausoleum van de Medici. De Nieuwe Sacristie van Michelangelo en de Vorstenkapel worden onder de naam Cappelle Medicee of Medici-kapellen als een apart museum beheerd. De kerk staat aan de Piazza San Lorenzo, schuin tegenover het Palazzo Medici-Riccardi.

## De kerk

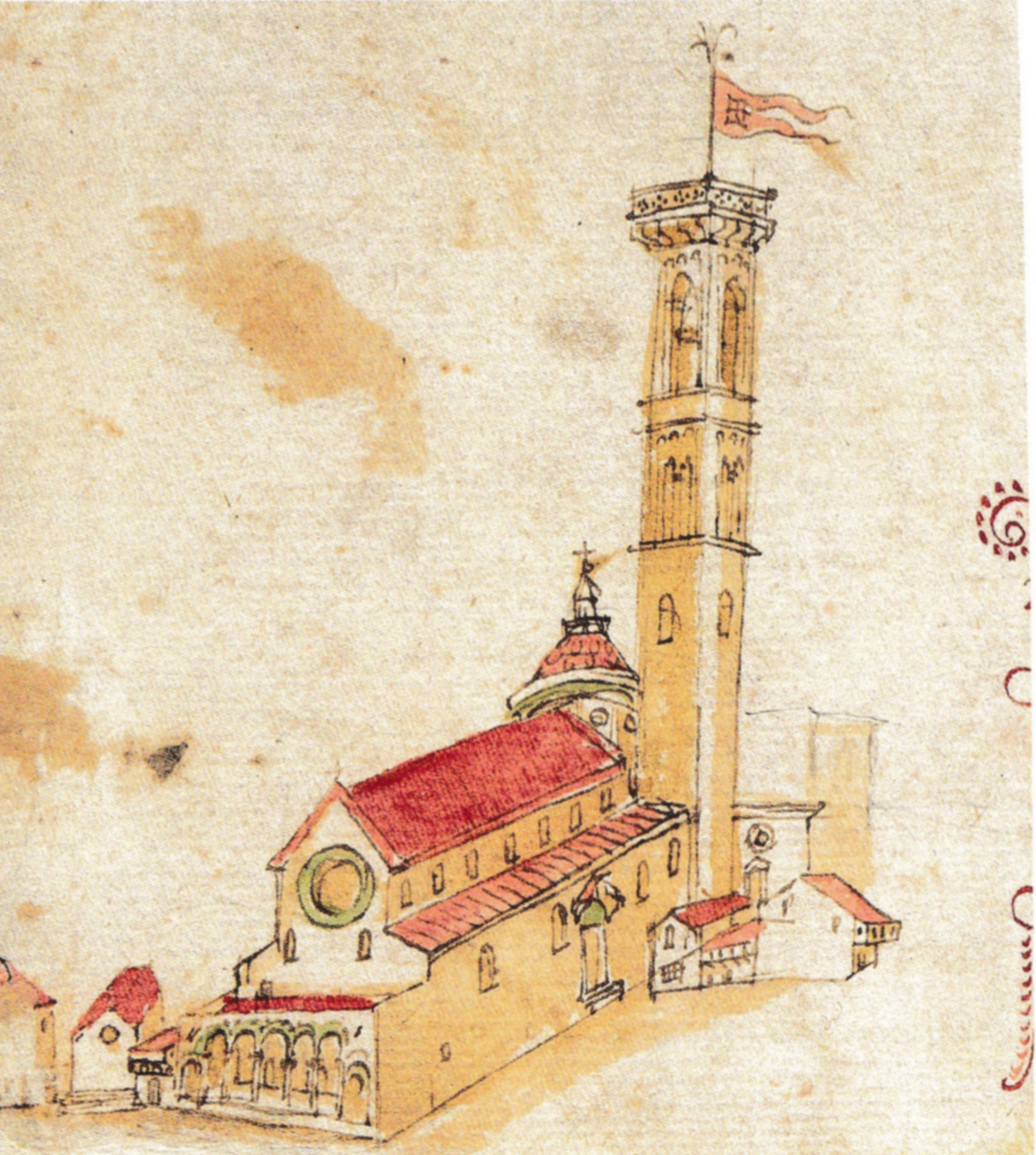
De oude San Lorenzo in de 15e eeuw voor de vrijwel volledige herbouw

### Geschiedenis
Volgens de overlevering werd op de plaats van de basiliek in de 4e eeuw een kerk gesticht die in 393 werd ingewijd door de heilige Ambrosius. In de elfde eeuw werd de kerk verbouwd in romaanse stijl.
Matteo Dolfini, prior van de wijk San Lorenzo, kreeg in 1418 toestemming om enkele huizen te onteigenen en af te breken voor de uitbreiding van het dwarsschip van de kerk. In 1421 legde Dolfini de eerste steen voor de nieuwbouw, maar hij overleed al in hetzelfde jaar, waarna Giovanni di Bicci de' Medici, de grondlegger van het Florentijnse Medici-fortuin, de leiding van de bouw overnam. Rond deze tijd raakte Filippo Brunelleschi betrokken bij het ontwerp van de uitbreiding die ten slotte zou leiden tot een volledige herbouw van de kerk. Brunelleschi was op dat moment al voor Giovanni bezig met de bouw van de sacristie annex grafkapel voor Giovanni en zijn familieleden, die later bekend kwam te staan als de Oude Sacristie.
De bouw van de kerk vorderde moeizaam en na Giovanni's dood in 1429 kwam het werk volledig stil te liggen. Waarschijnlijk heeft Brunelleschi zich daarna niet meer met de bouw bemoeid, onder andere wegens meningsverschillen tussen hem en Cosimo de Oude, de zoon en opvolger van Giovanni. Na de hervatting van de bouw in 1442 werd het ontwerp op diverse punten gewijzigd. Zo werd het geplande tongewelf uitgevoerd als een vlak cassettenplafond en werden de voor Brunelleschi kenmerkende 'dobbelstenen' op de zuilen rijkelijk van ornamenten voorzien, terwijl Brunelleschi ze waarschijnlijk kaal had willen houden. Deze 'entablement-blokken' kwamen ook al voor aan zowel het Baptisterium als sommige gebouwen uit de antieke oudheid.
Mogelijk raakte Michelozzo, aan wie Cosimo de voorkeur gaf, al vroeg bij de uitvoering betrokken en zijn veel van de wijzigingen aan hem toe te schrijven. Michelozzo's stijl was weelderiger en rijker aan ornamenten dan die van Brunelleschi, die de nadruk legde op proporties en heldere vormen, zoals hij vooral in de Oude Sacristie heeft kunnen verwezenlijken. Het interieur van de San Lorenzo vertoont overeenkomsten met dat van de Santi Apostoli uit de elfde eeuw. Omdat de verhoudingen van de kerk al vastlagen, kon Brunelleschi vooral in het transept (dwarsschip) zijn ideeën uitwerken.
Brunelleschi had de kerk ook met een reeks halfronde kapellen willen omringen, zoals hij later bij de Santo Spirito deed, maar Cosimo wilde de andere vooraanstaande families in de parochie zo min mogelijk ruimte geven in zijn kerk. Met veel geld en politieke invloed lukte het hem deze "kapellenstrijd" te winnen. In de eeuwen erna waren de Medici in staat hun parochiekerk te veranderen in een groot mausoleum voor hun familie.

### Façade

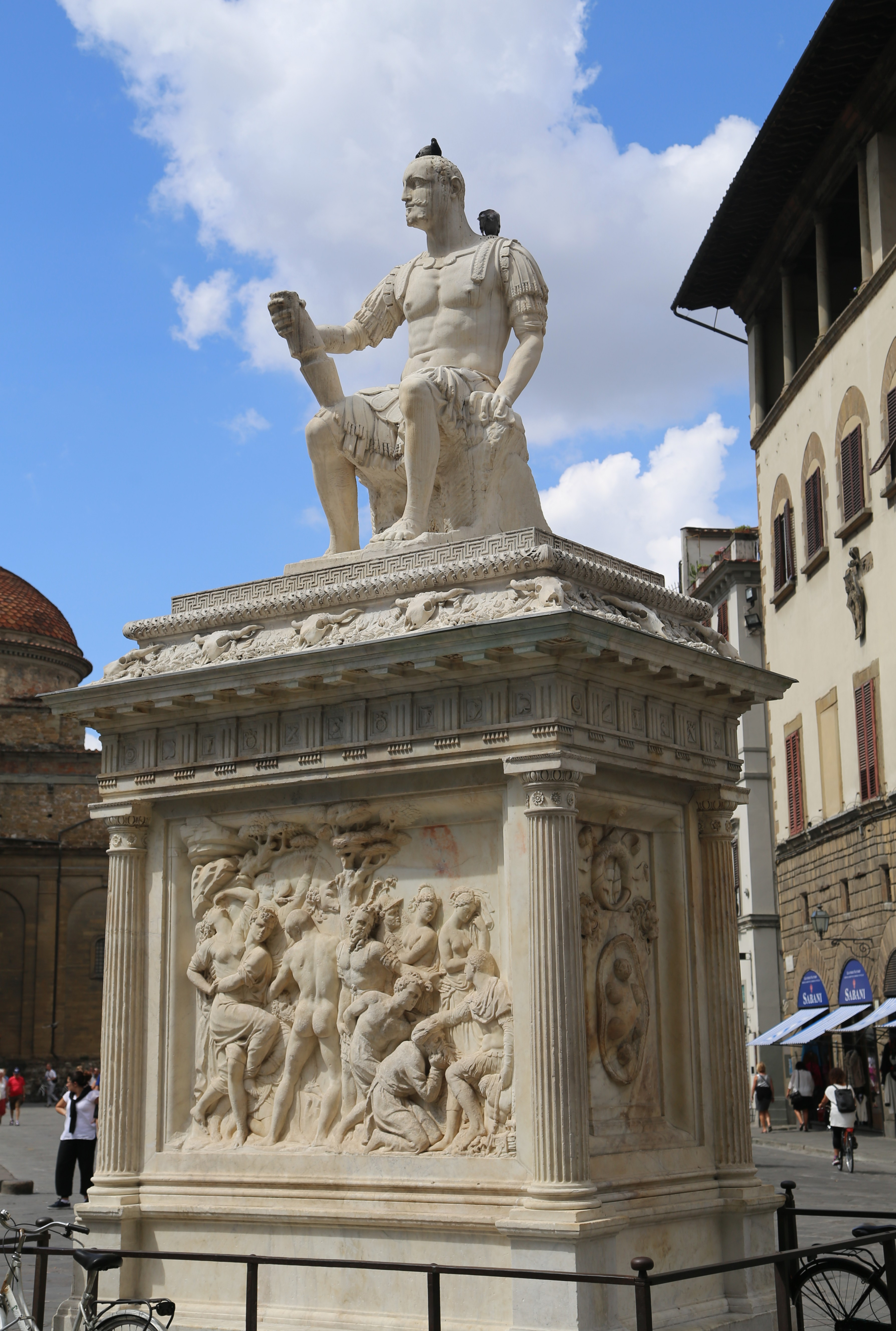
Het monument voor Giovanni delle Bande Nere op het Piazza San Lorenzo

Toen de kerk in 1460 werd ingewijd, was de gevel nog niet voltooid. In 1516 gaf paus Leo X – ook een Medici – aan Michelangelo de opdracht een ontwerp voor de gevel te maken. Het Casa Buonarroti bezit een houten model van een van zijn ontwerpen. Geen van zijn ontwerpen is echter uitgevoerd en de basiliek is nog steeds voorzien van een eenvoudige gevel van ruwe baksteen. De gevel kijkt uit op de Piazza San Lorenzo, waar zich een monument bevindt voor Giovanni delle Bande Nere, de vader van Cosimo I (1519-1574) en grondlegger van de hertogelijke Medici-dynastie. Het monument werd vanaf 1540 uitgevoerd door Baccio Bandinelli.

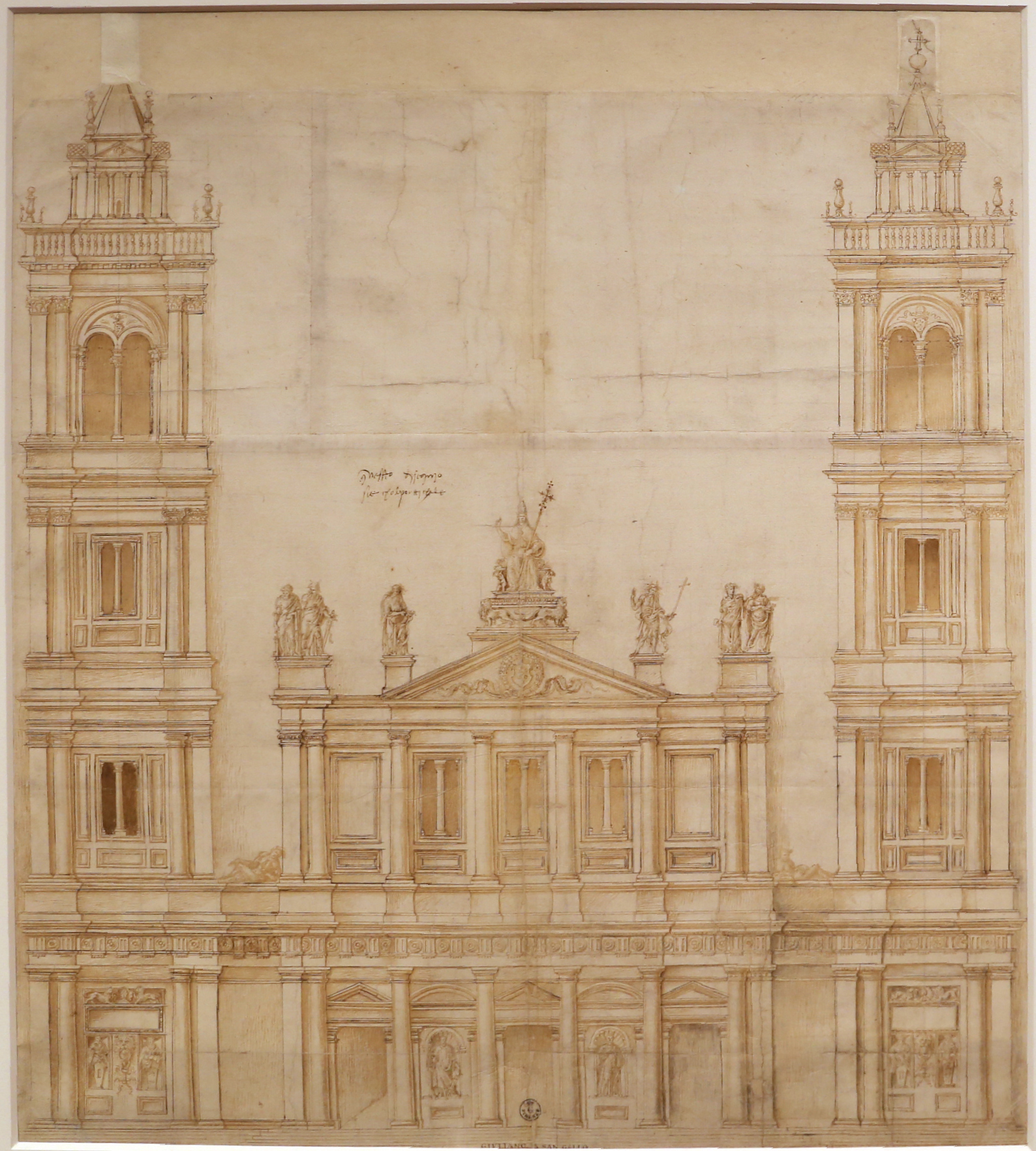
Antonio da sangallo il vecchio, Ontwerp voor de façade
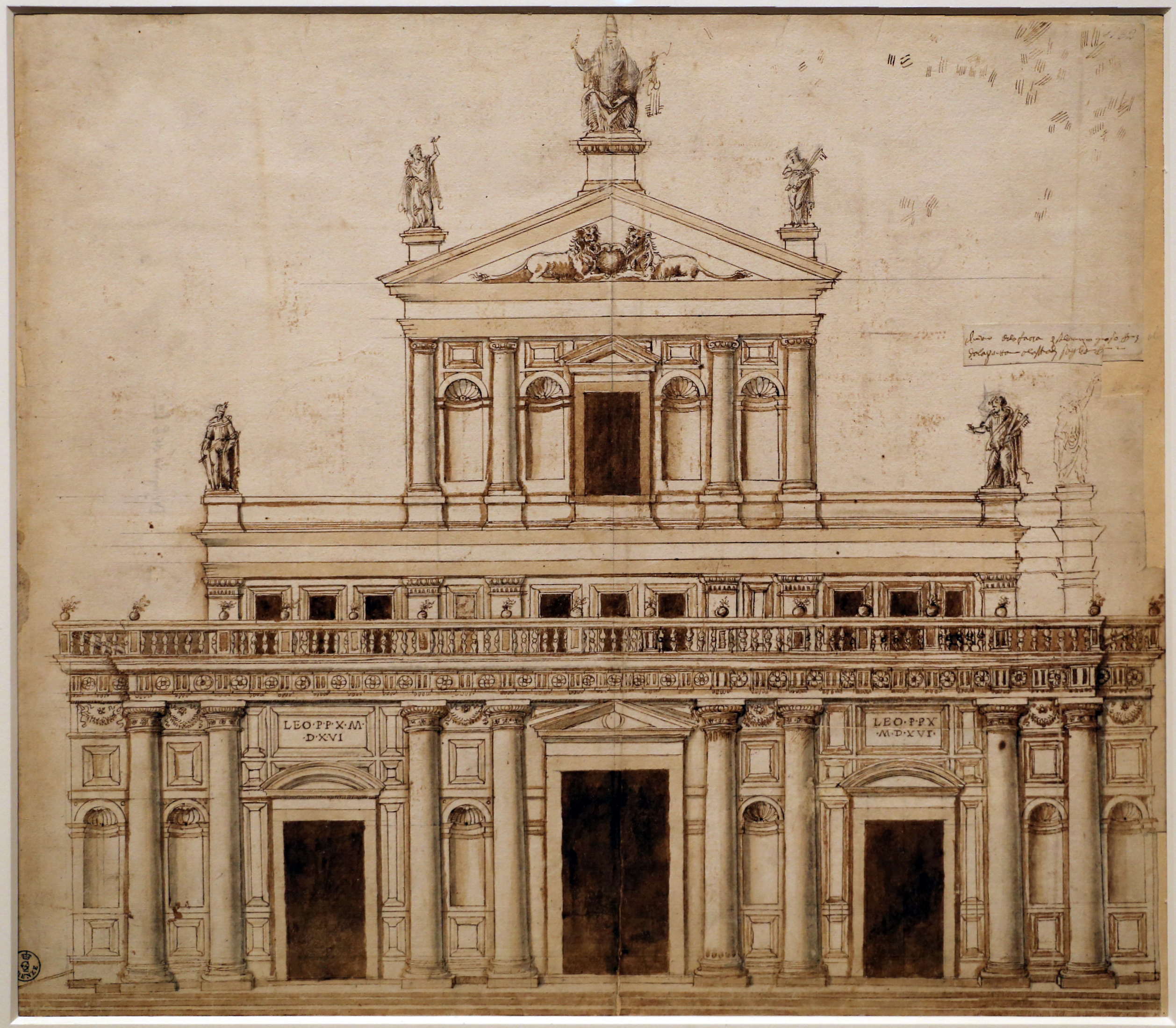
Giuliano da Sangallo, Ontwerp voor de façade, Uffizi
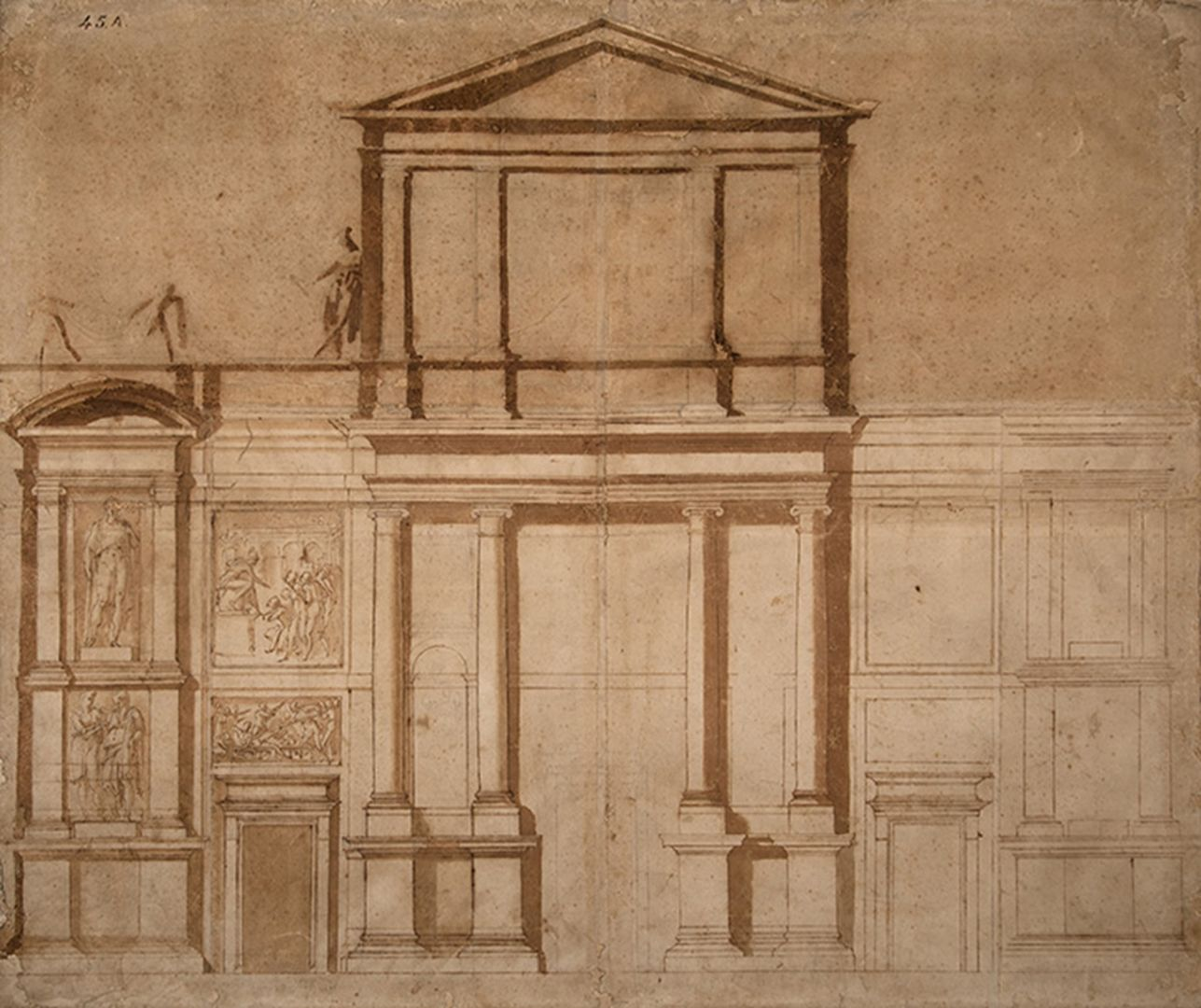
Michelangelo, Eerste ontwerp, Casa Buonarroti
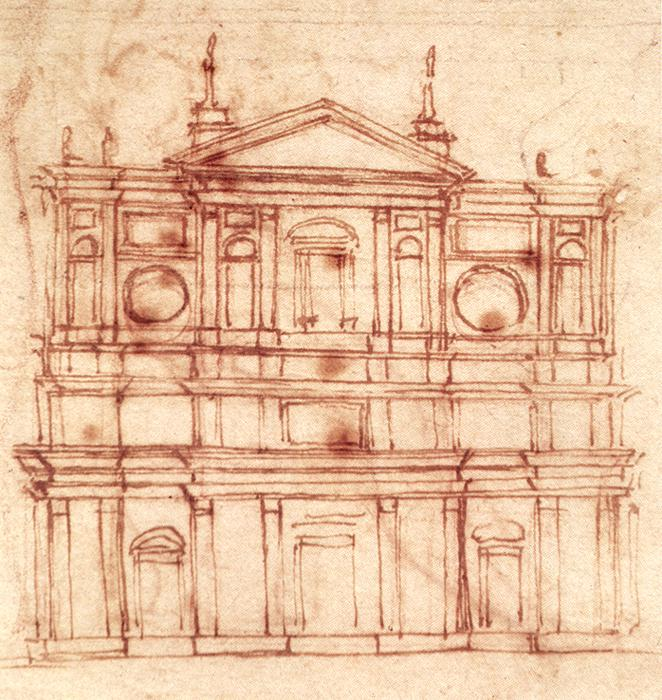
Michelangelo, Definitief ontwerp, Casa Buonarroti
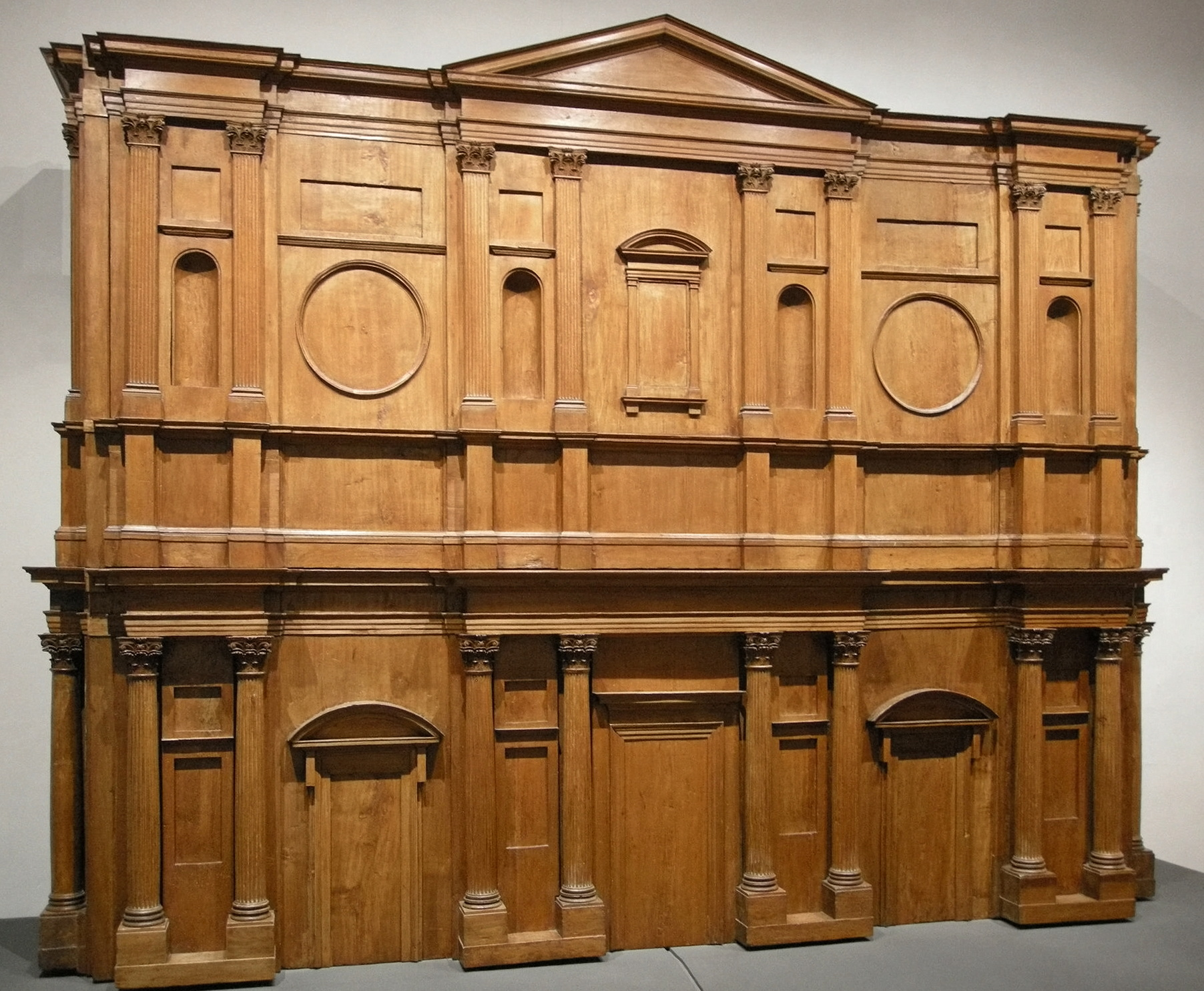
Model van Michelangelo's ontwerp, Casa Buonarroti

### Interieur

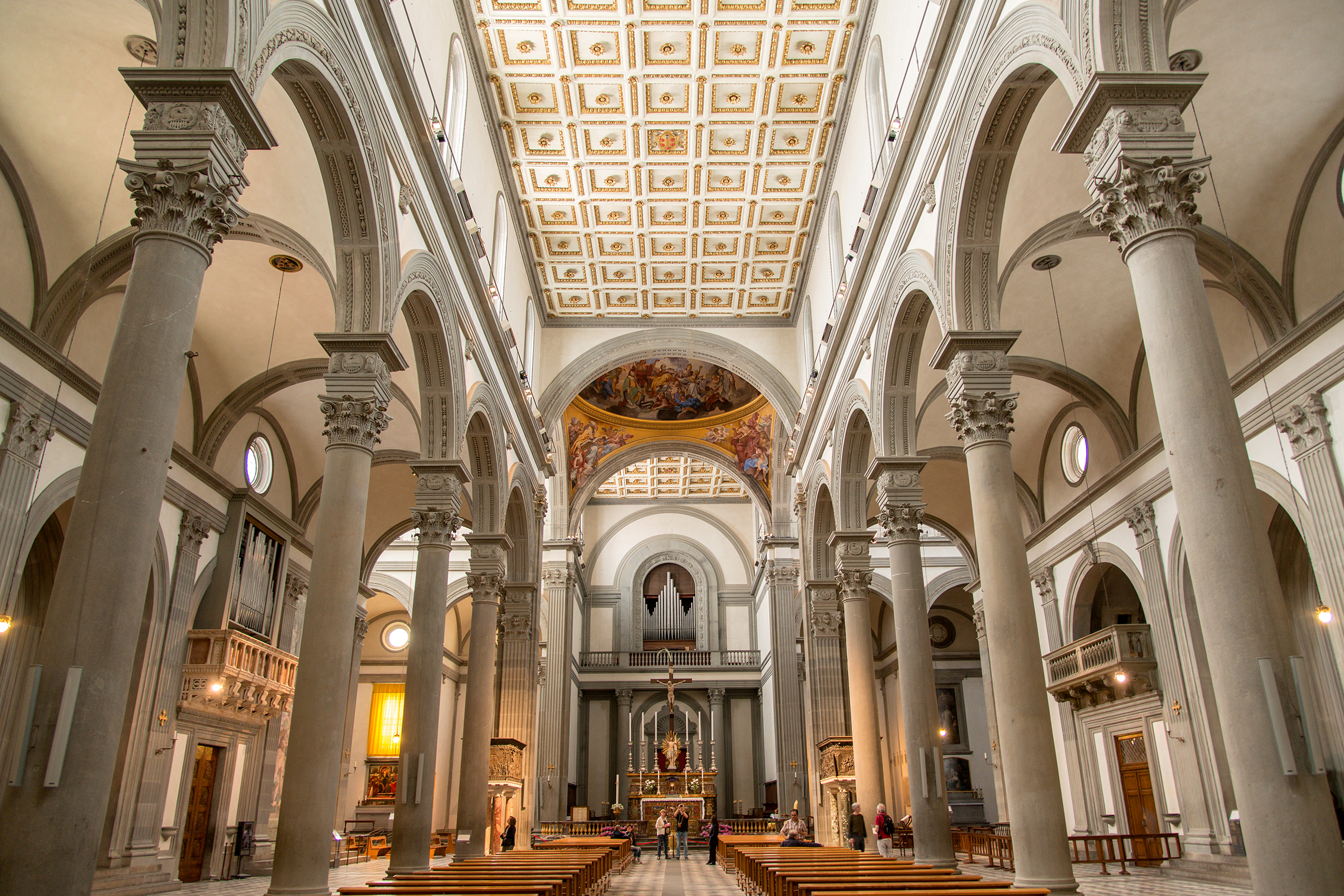
Interieur van de San Lorenzo, gezien in de richting van het hoogaltaar

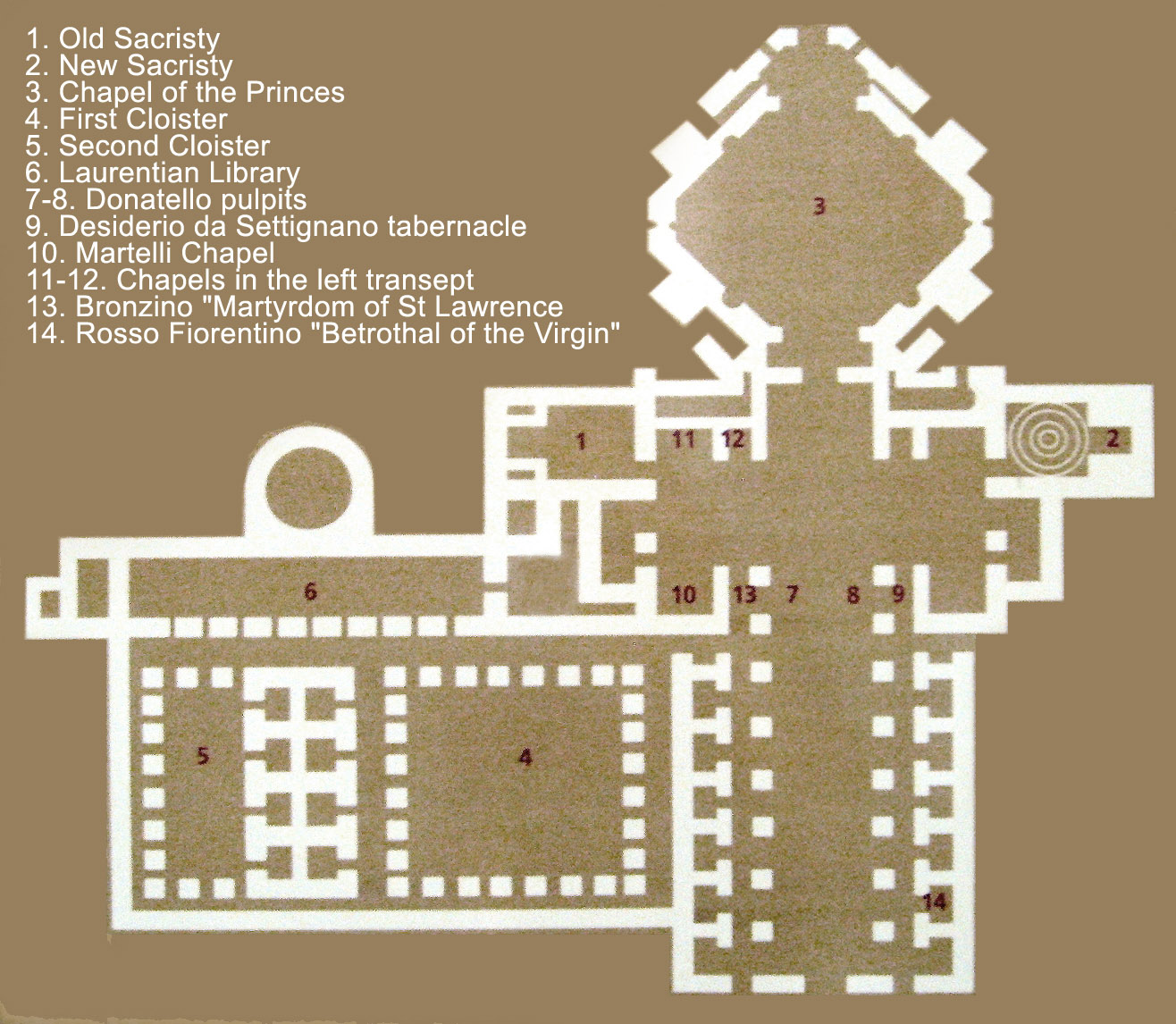
Plattegrond

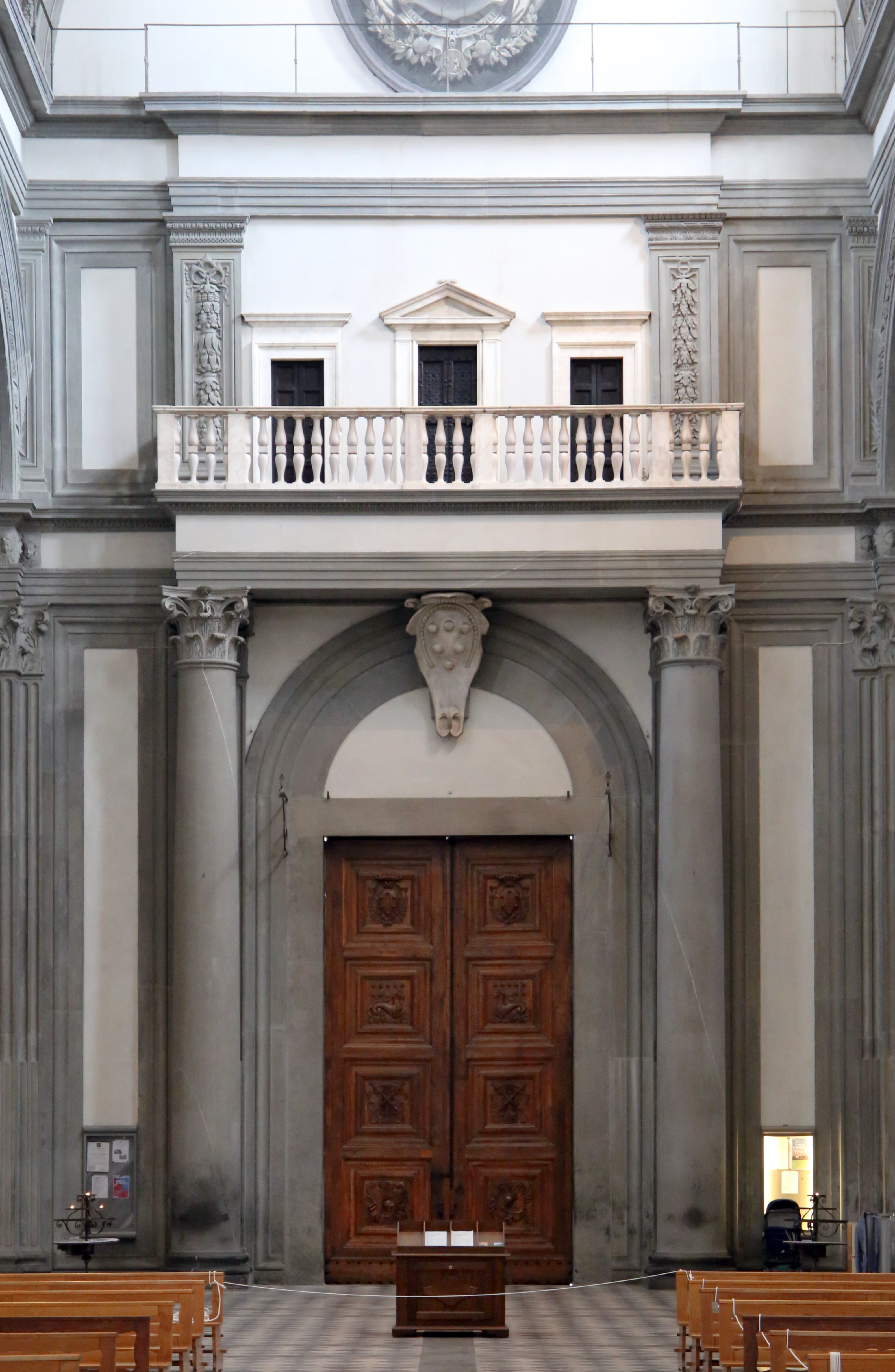
Tribune van de relieken

De binnenzijde van de voorgevel is voorzien van de zogeheten Tribune van de relieken, die in 1525-1533 werd uitgevoerd naar een ontwerp van Michelangelo.
De eerste kapel aan de rechterzijde bewaart het altaarstuk Het martelaarschap van de heilige Sebastiaan door Jacopo Chimenti. In de tweede kapel bevindt zich De verloving van Maria, een meesterwerk van het Toscaanse maniërisme door Rosso Fiorentino. De linkermuur van deze kapel bevat de grafsteen van de musicus Francesco Landini, een belangrijke vertegenwoordiger van de ars nova, die in de San Lorenzo werd begraven. De grafsteen werd in negentiende eeuw teruggevonden.

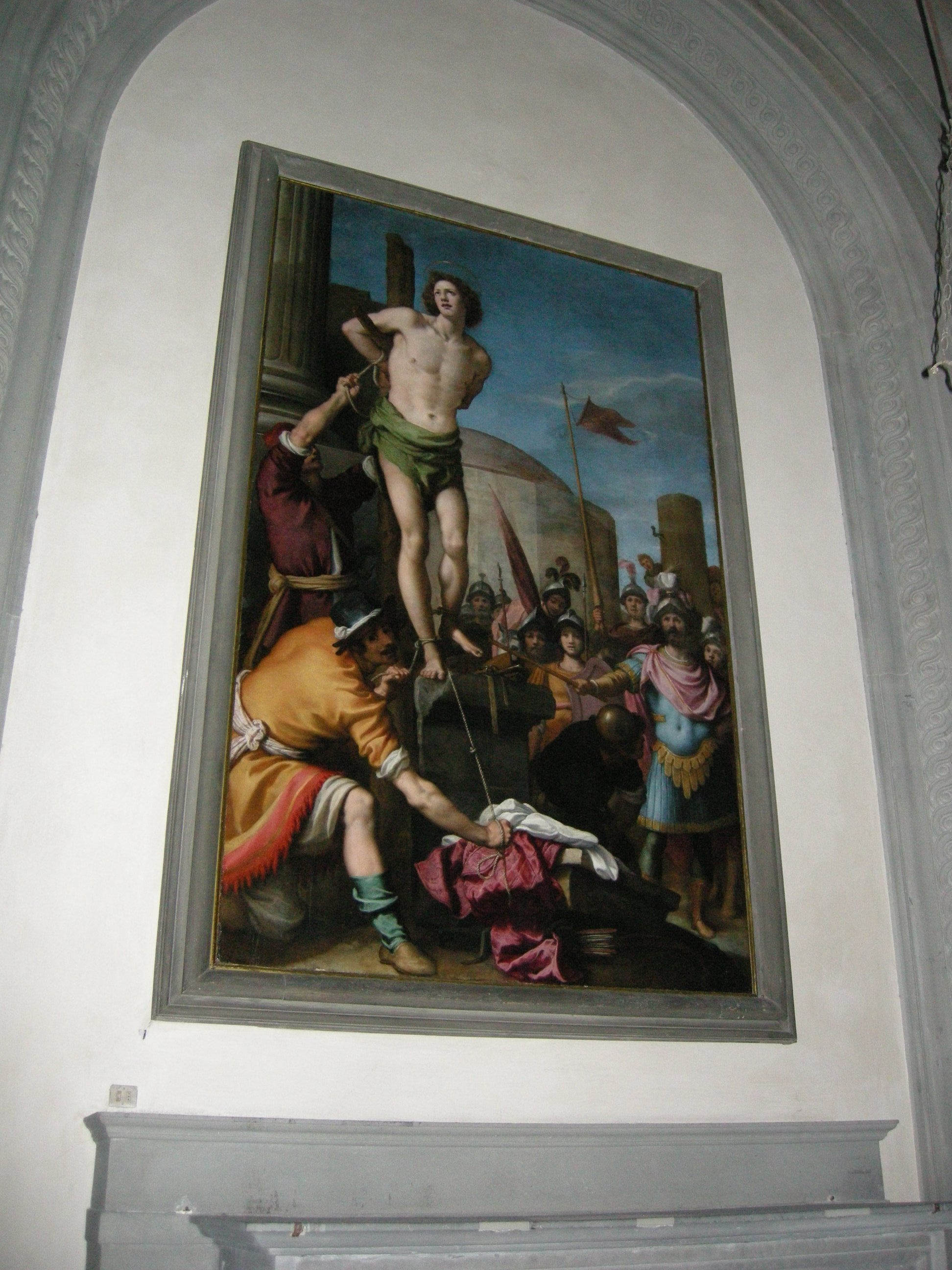
Het martelaarschap van de heilige Sebastiaan door Jacopo Chimenti
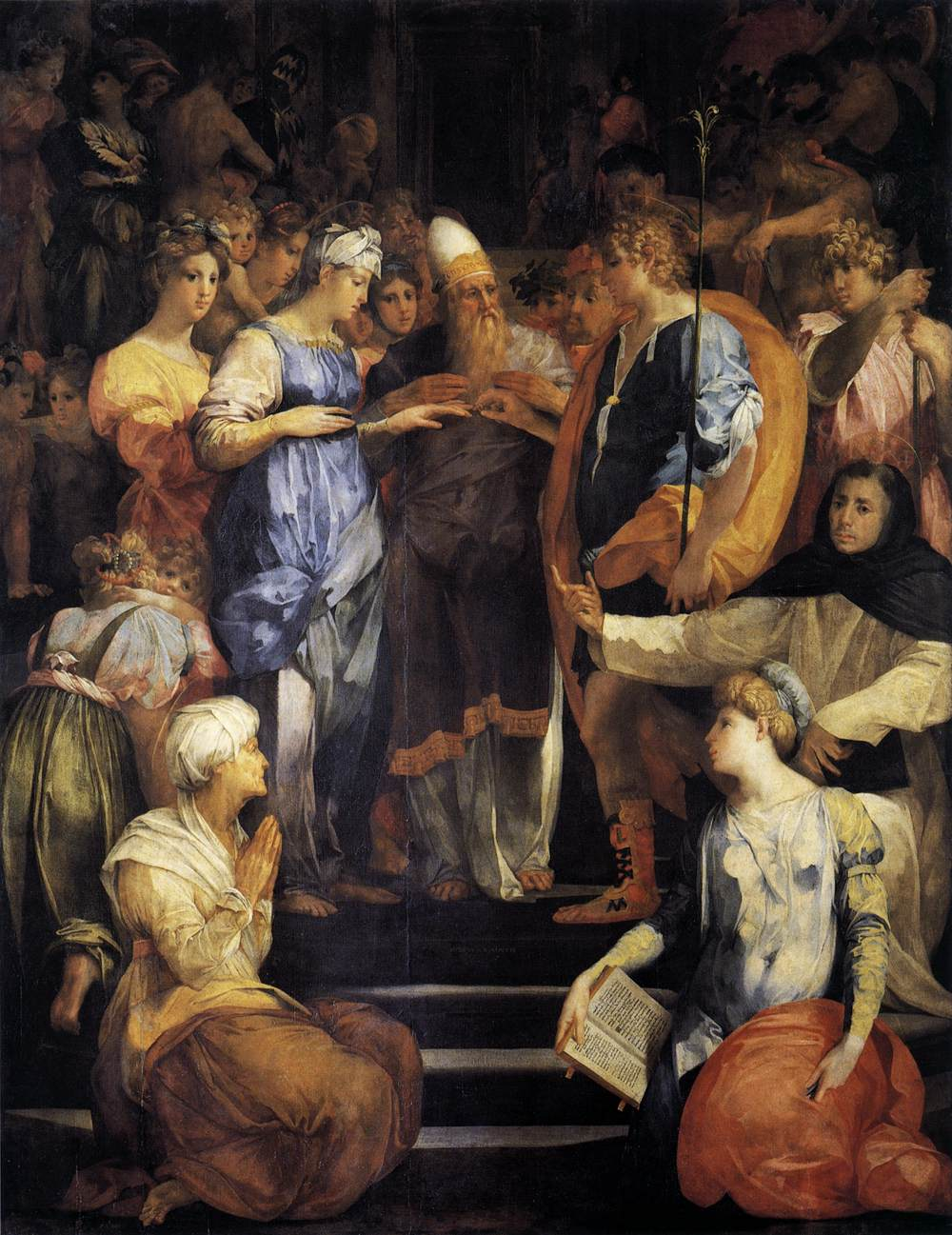
De verloving van Maria door Rosso Fiorentino, 1523
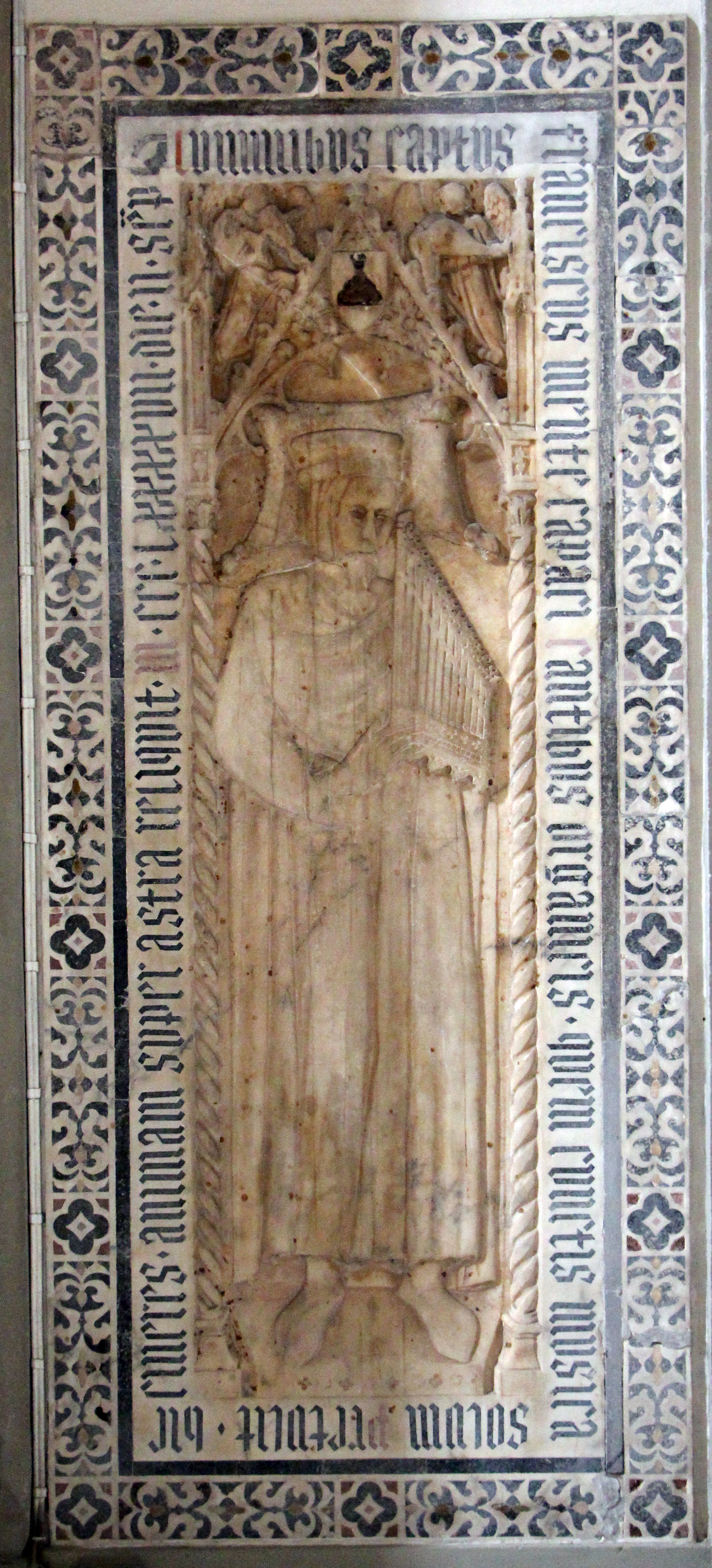
Grafsteen van Francesco Landini, 1397

In de derde tot en met zesde kapel zijn de volgende altaarstukken te vinden: Sint-Laurentius troost de zielen in het Vagevuur (1714) door Niccolò Lapi, Maria-Tenhemelopneming door Michele di Ridolfo del Ghirlandaio, De gekruisigde Christus met de heiligen Hiëronymus, Franciscus en Maria Magdalena door Pier Dandini en De aanbidding door de wijzen (1568) door Girolamo Macchietti, het eerste openbare werk van de schilder, waarin de invloed zichtbaar is van Francesco Salviati, vooral in het kleurenpalet.

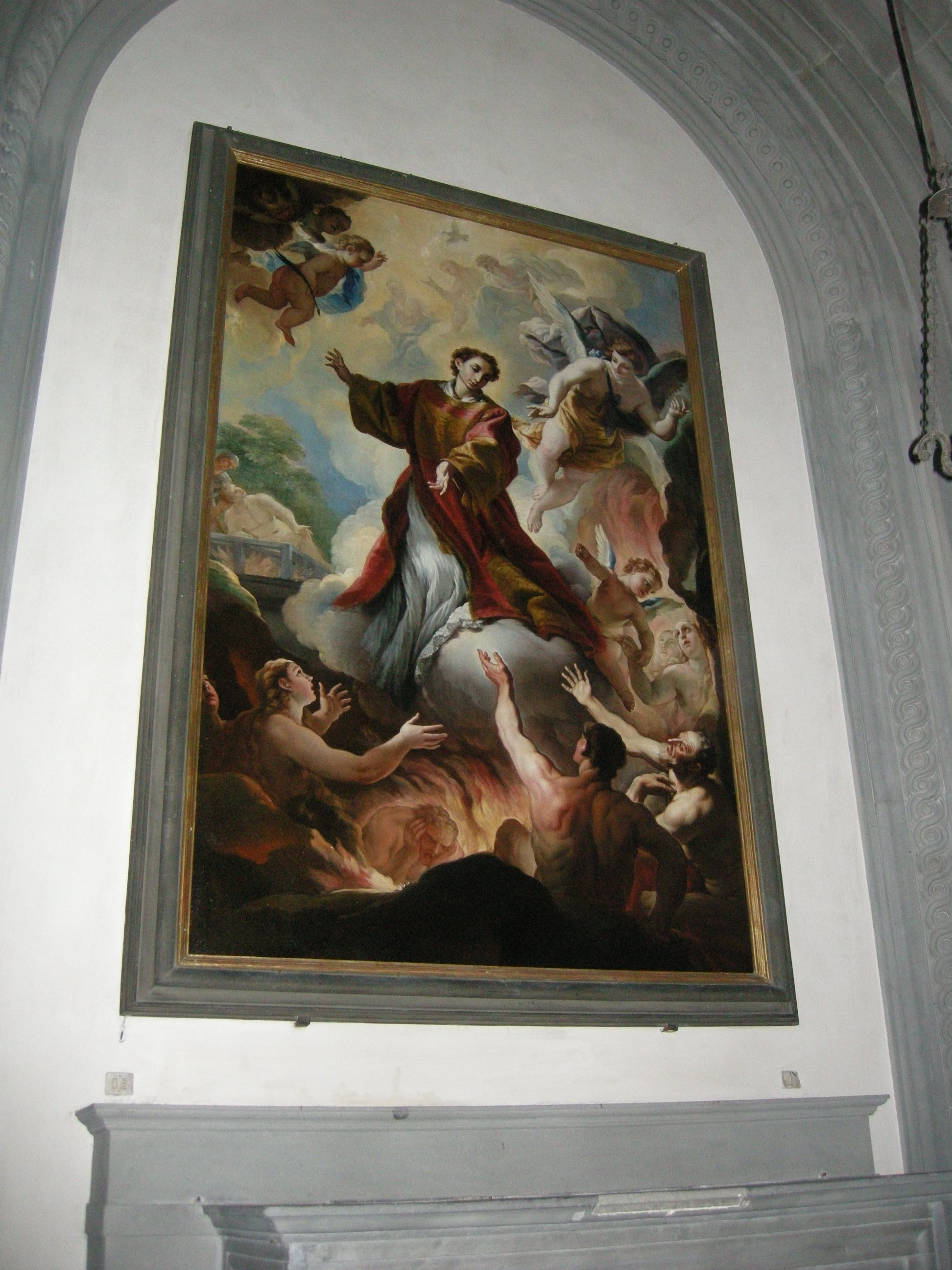
Sint-Laurentius troost de zielen in het Vagevuur door Niccolò Lapi, 1714
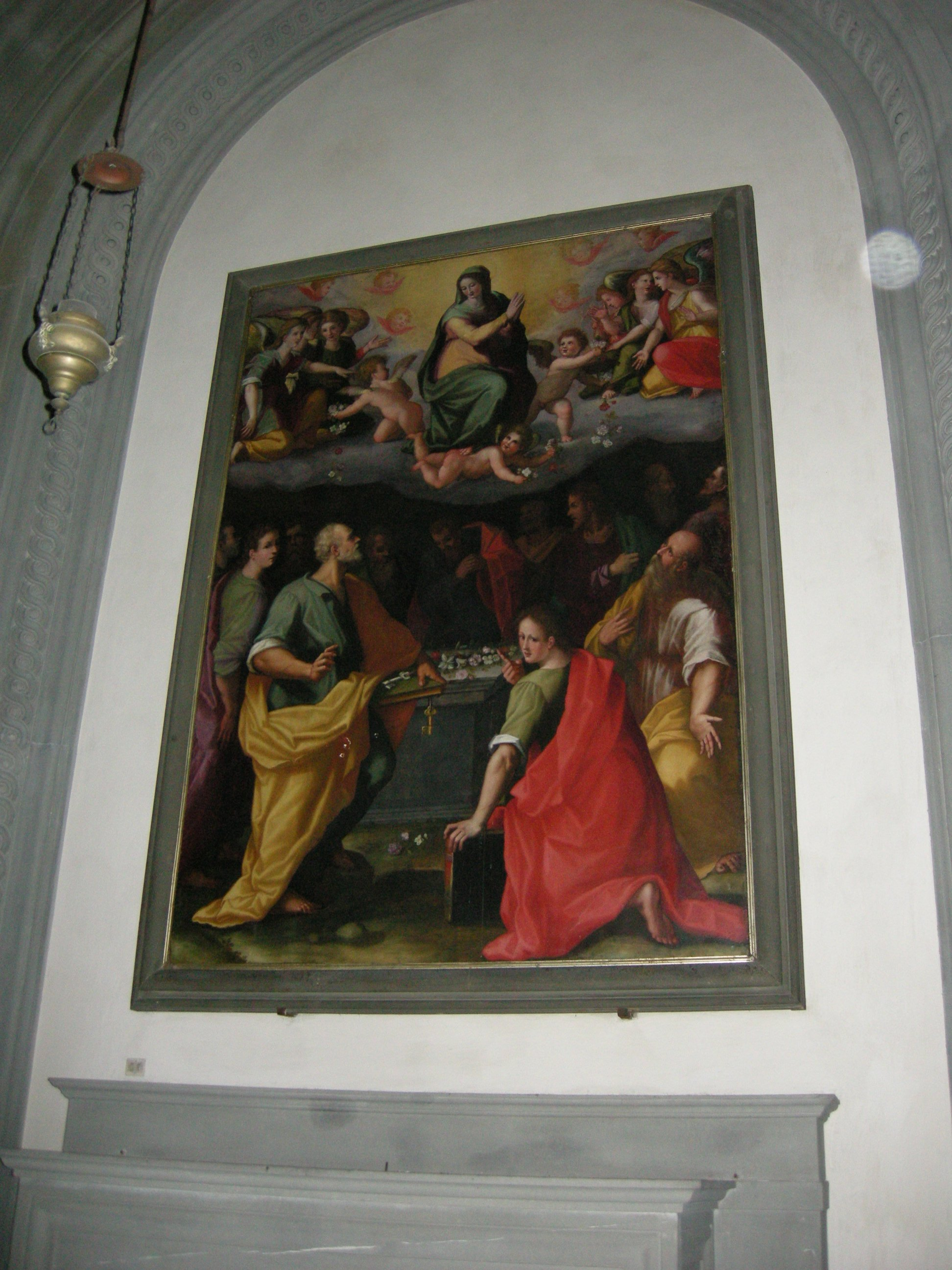
Maria-Tenhemelopneming door Michele di Ridolfo del Ghirlandaio
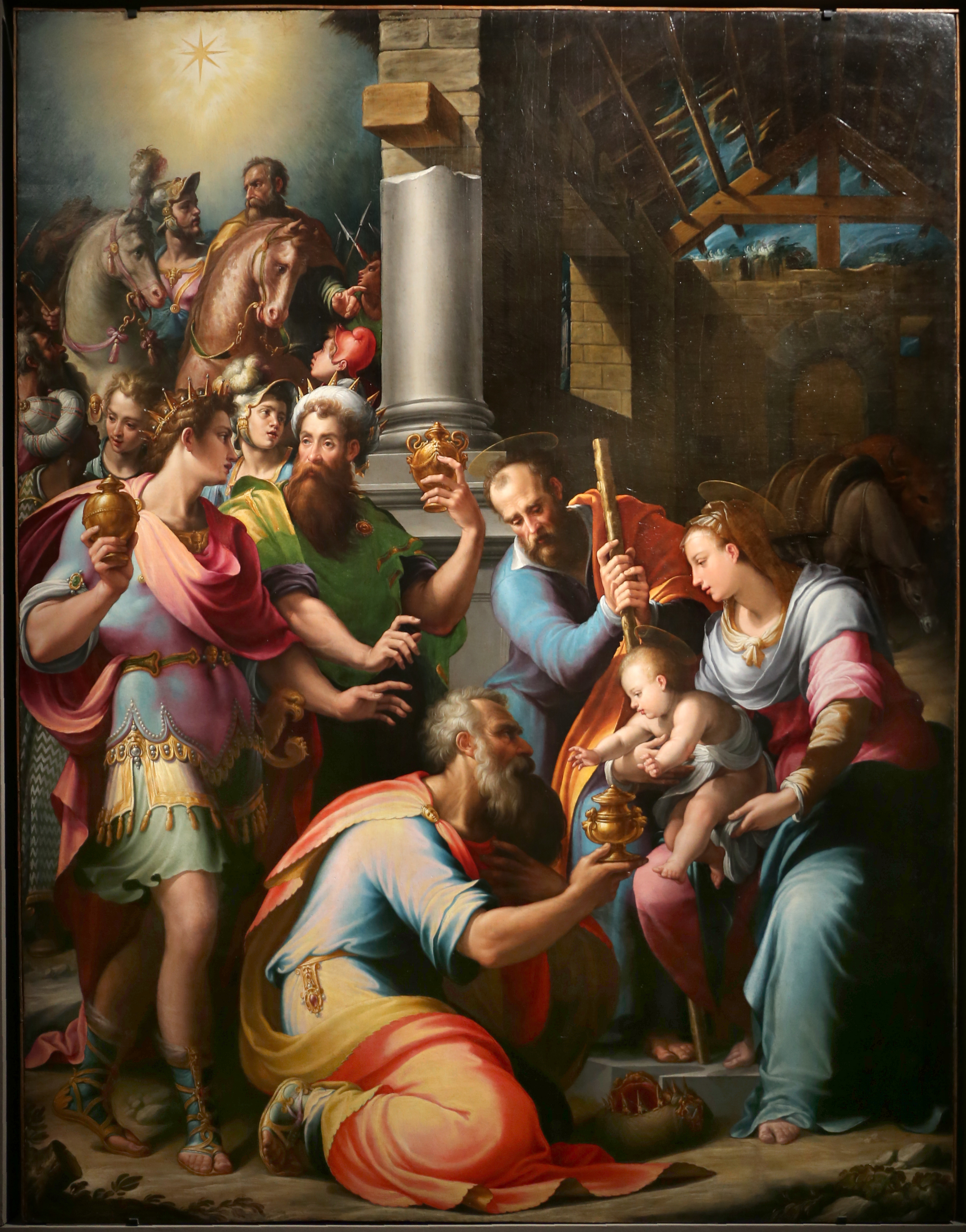
De aanbidding door de wijzen door Girolamo Macchietti, 1568

Ook in de linkerzijbeuk zijn zes kapellen ingericht. De eerste drie kapellen zijn respectievelijk voorzien van de altaarstukken De roeping van Matteüs (circa 1739) door Pietro Marchesini, een Kruisiging door Francesco Conti, afkomstig uit de San Jacopo sopr'Arno en vermeld in 1709, en het academische werk Tronende Madonna tussen de heiligen Laurentius en Zanobi (1877) door Zanobi Canovai. De vierde kapel bevat een interessante combinatie van een houten calvarieberg uit de Duitse school (mogelijk door Paolo Moerich), geflankeerd door twee treurende figuren op doek door Lorenzo Lippi. De vijfde kapel wordt gesierd door de Kruisiging van de heilige Achatius en zijn metgezellen door Giovanni Antonio Sogliani. Voor de zesde kapel schilderde Pietro Annigoni in 1964 het altaarstuk Christus en Jozef in de timmermanswerkplaats.

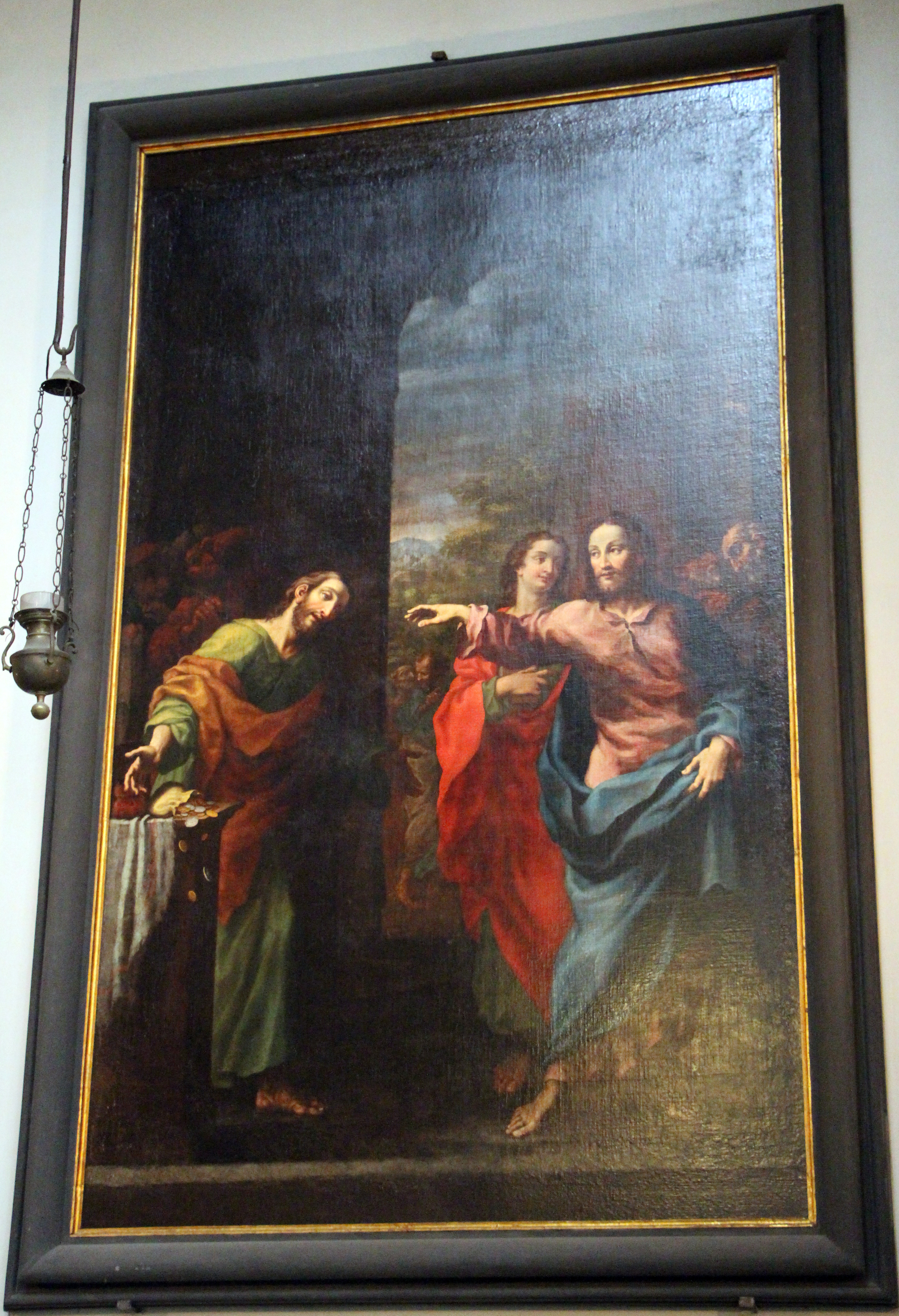
De roeping van Matteüs door Pietro Marchesini, circa 1739
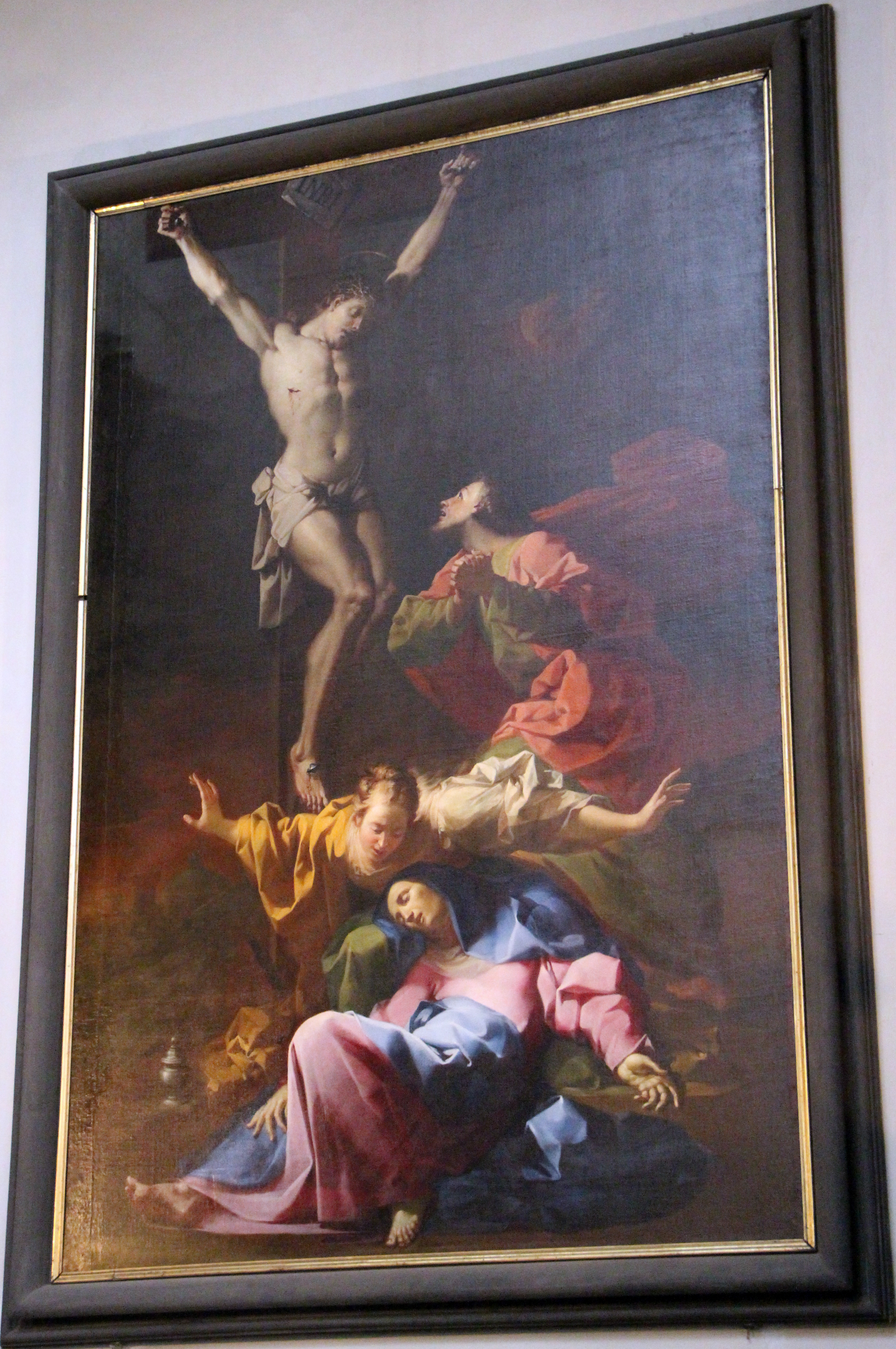
Kruisiging door Francesco Conti
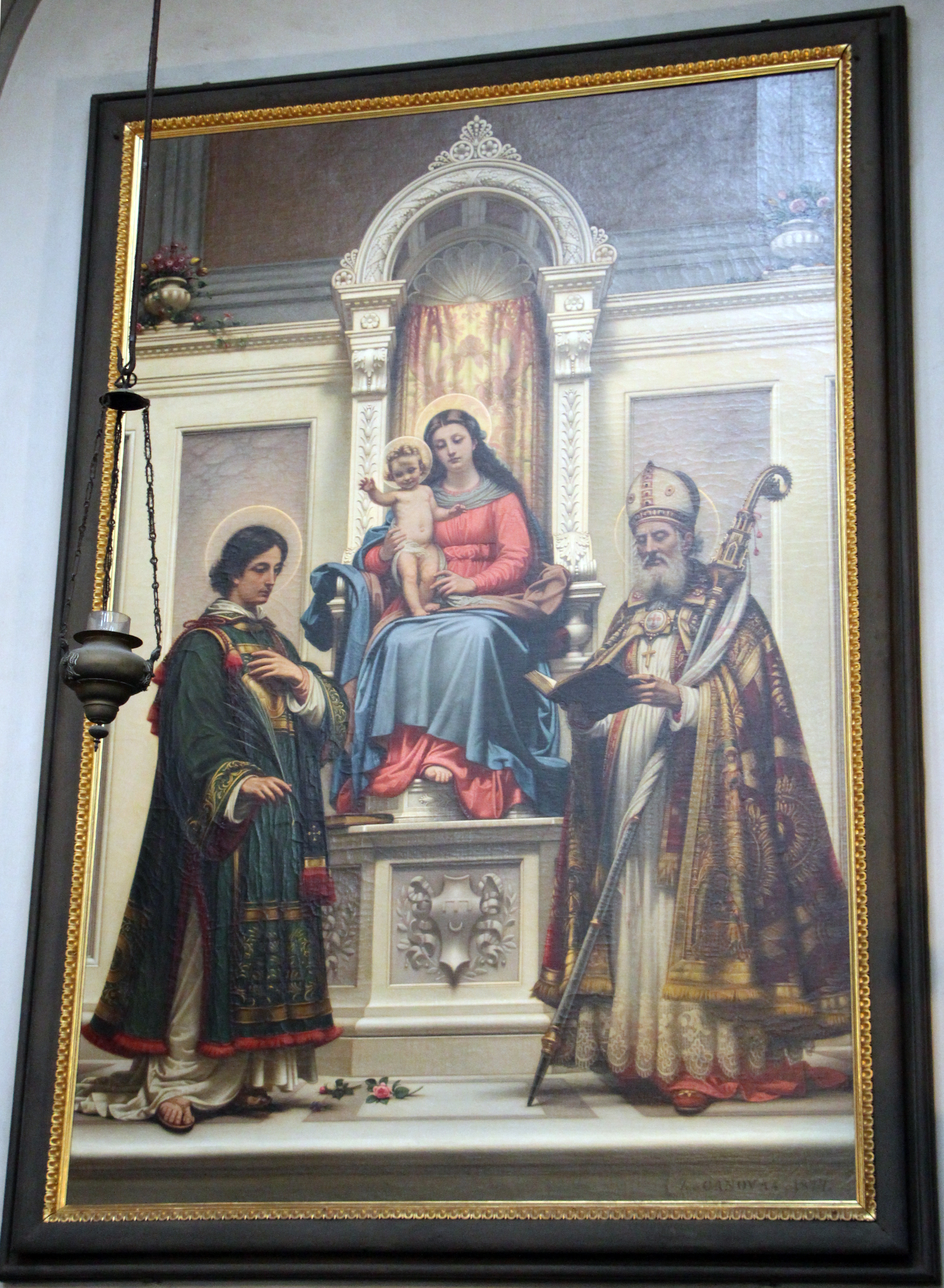
Tronende Madonna tussen de heiligen Laurentius en Zanobi door Zanobi Canovai, 1877
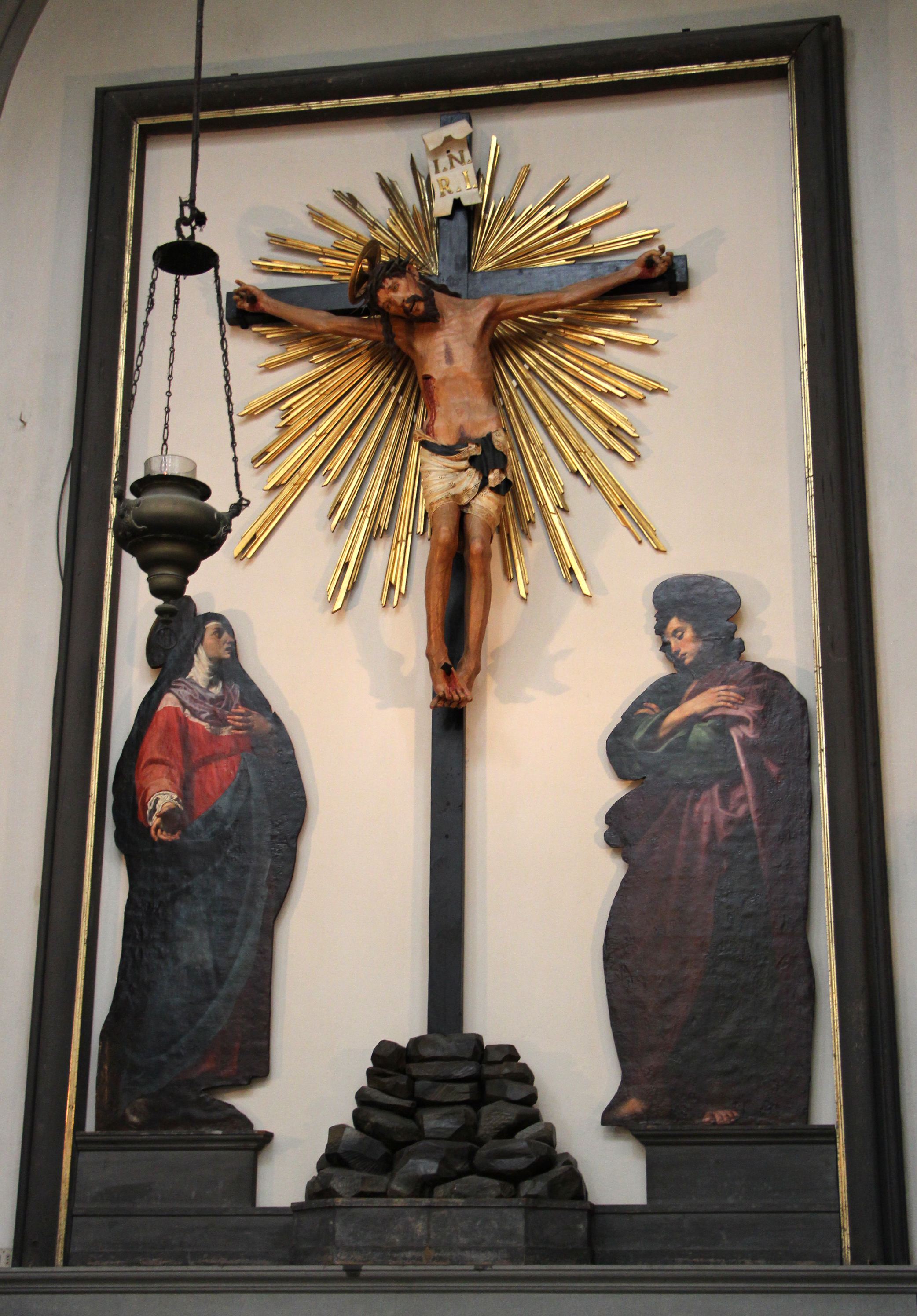
De calvarieberg in de vierde kapel
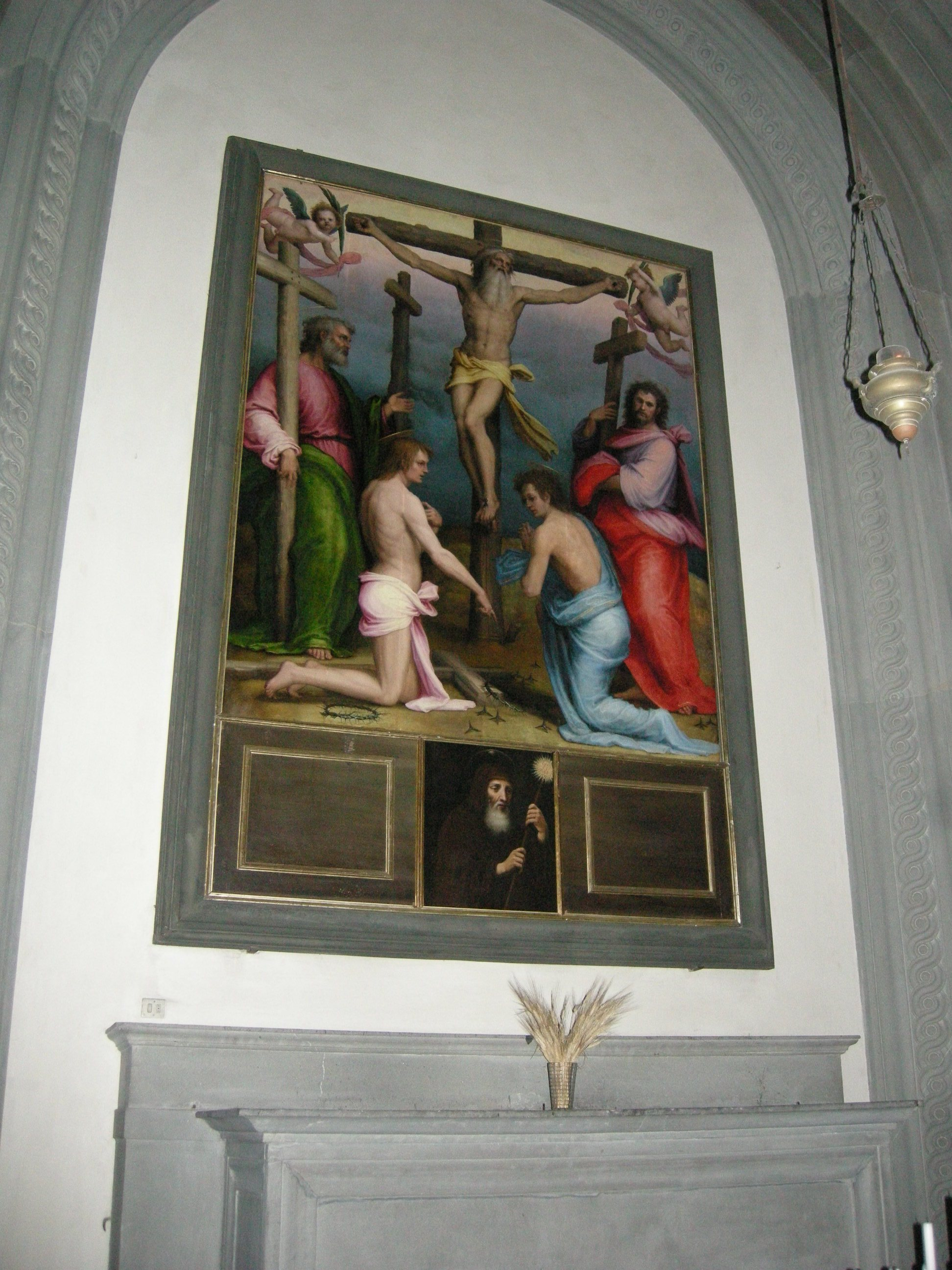
Kruisiging van de heilige Achatius en zijn metgezellen door Giovanni Antonio Sogliani

Boven de deur naar de kruisgang – voorbij de zesde kapel aan de linkerzijde – bevindt zich de cantoria (kansel voor het koor) met het renaissance-orgel uit 1502 (uitgebreid in 1773). Vanwege de gelijkenis met die van de Duomo werd de cantoria begin twintigste eeuw toegeschreven aan Donatello, maar wegens de minder elegante en spontane composities van de reliëfs is het eerder een product van diens werkplaats uit de jaren 1460.

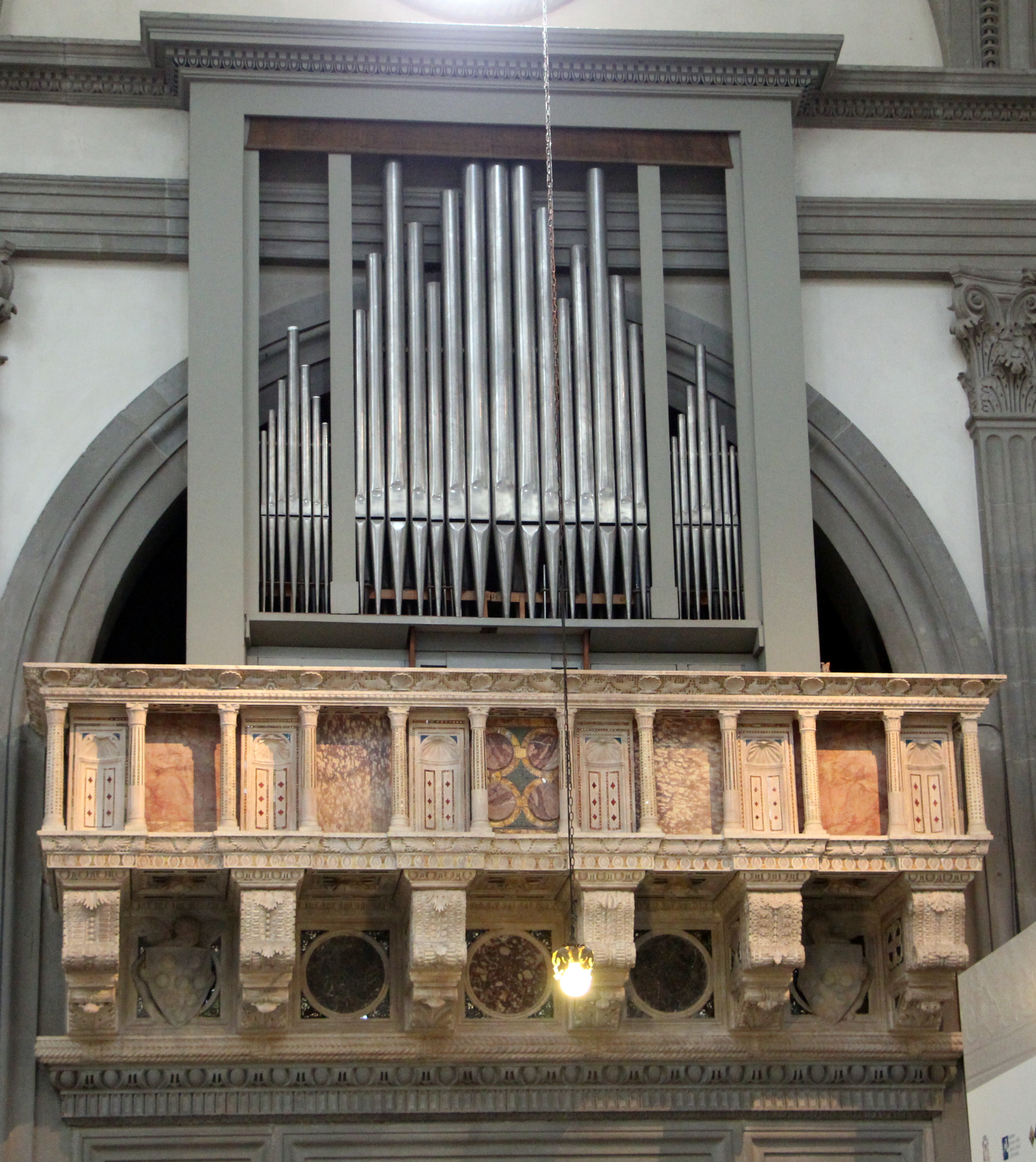
De cantoria door de werkplaats van Donatello met het orgel uit 1502
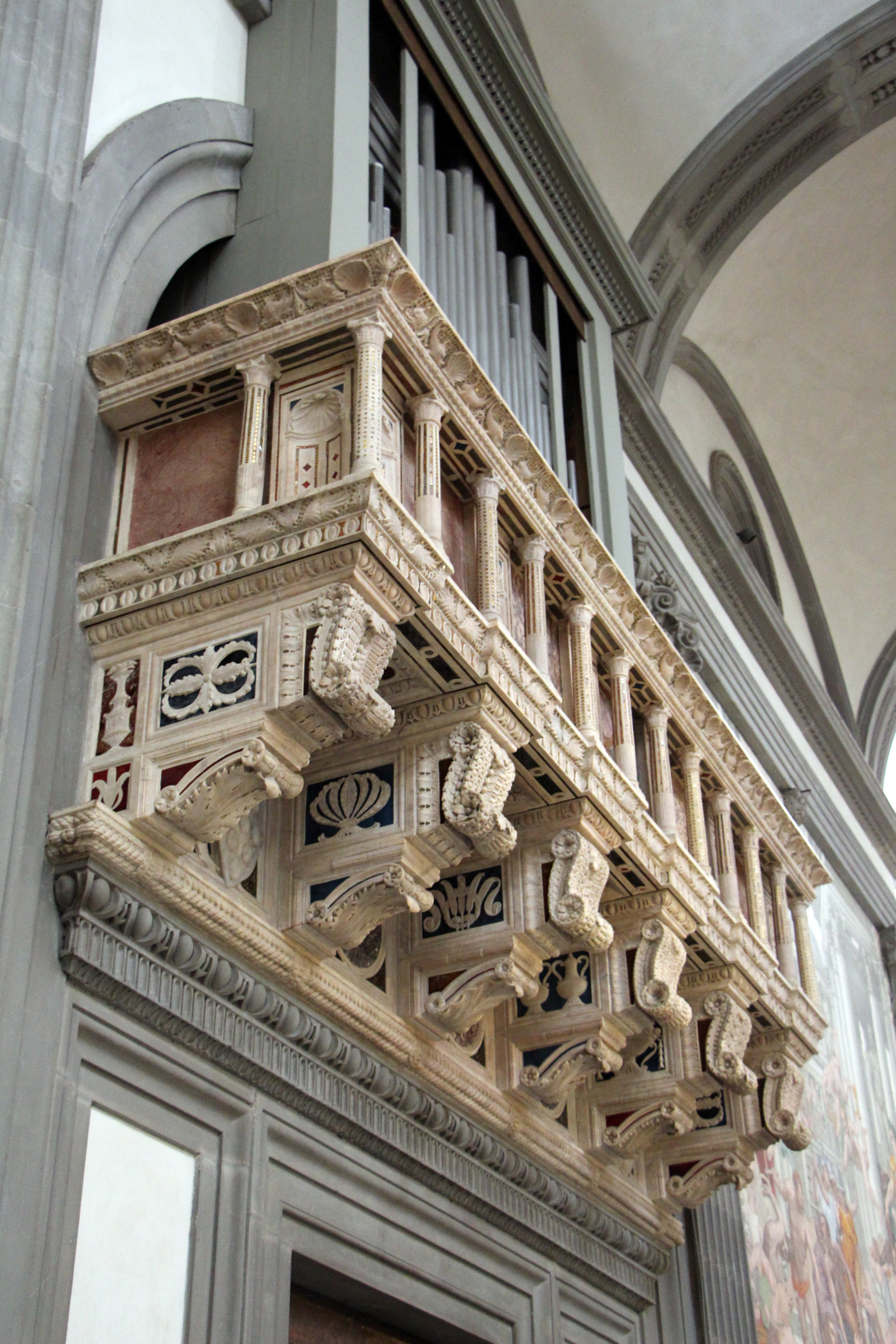

### Kansels en tabernakel
Op de overgang van het schip naar het transept bevinden zich twee kansels, waarvan de bronzen reliëfs zijn ontworpen door de beeldhouwer Donatello. Ze behoren tot zijn laatste werken en zijn waarschijnlijk door ateliermedewerkers uitgevoerd. De opdrachtgever van de panelen en de oorspronkelijke bestemming zijn onbekend. De huidige uitvoering als twee kansels, ieder op vier zuilen, dateert uit de zestiende eeuw. In de zeventiende eeuw werden bij elke kansel twee gesneden panelen van hout toegevoegd. Tegenover de Kansel van de passie, in de linkerzijbeuk, schilderde Agnolo Bronzino in 1565-1569 het fresco Het martelaarschap van de heilige Laurentius, dat rijk is aan verwijzingen naar Michelangelo.
Aan de overzijde, tegenover de Kansel van de verrijzenis, bevindt zich het verfijnd uitgevoerde marmeren eucharistisch tabernakel dat rond 1460 werd gebeeldhouwd door Desiderio da Settignano. Boven het reliëf met een pietà staan twee engelen die kandelaars dragen en de ruimte flankeren waar de ciborie met de hosties wordt bewaard. Het deurtje naar de ciborie is omkaderd door een in perspectief weergegeven gezicht op een kerk met engelen in aanbidding. Het geheel wordt bekroond door een zegenend Christuskind. Oorspronkelijk bevond het tabernakel zich in de kapel van de heiligen Cosmas en Damianus en later in die van Neroni Altoviti.

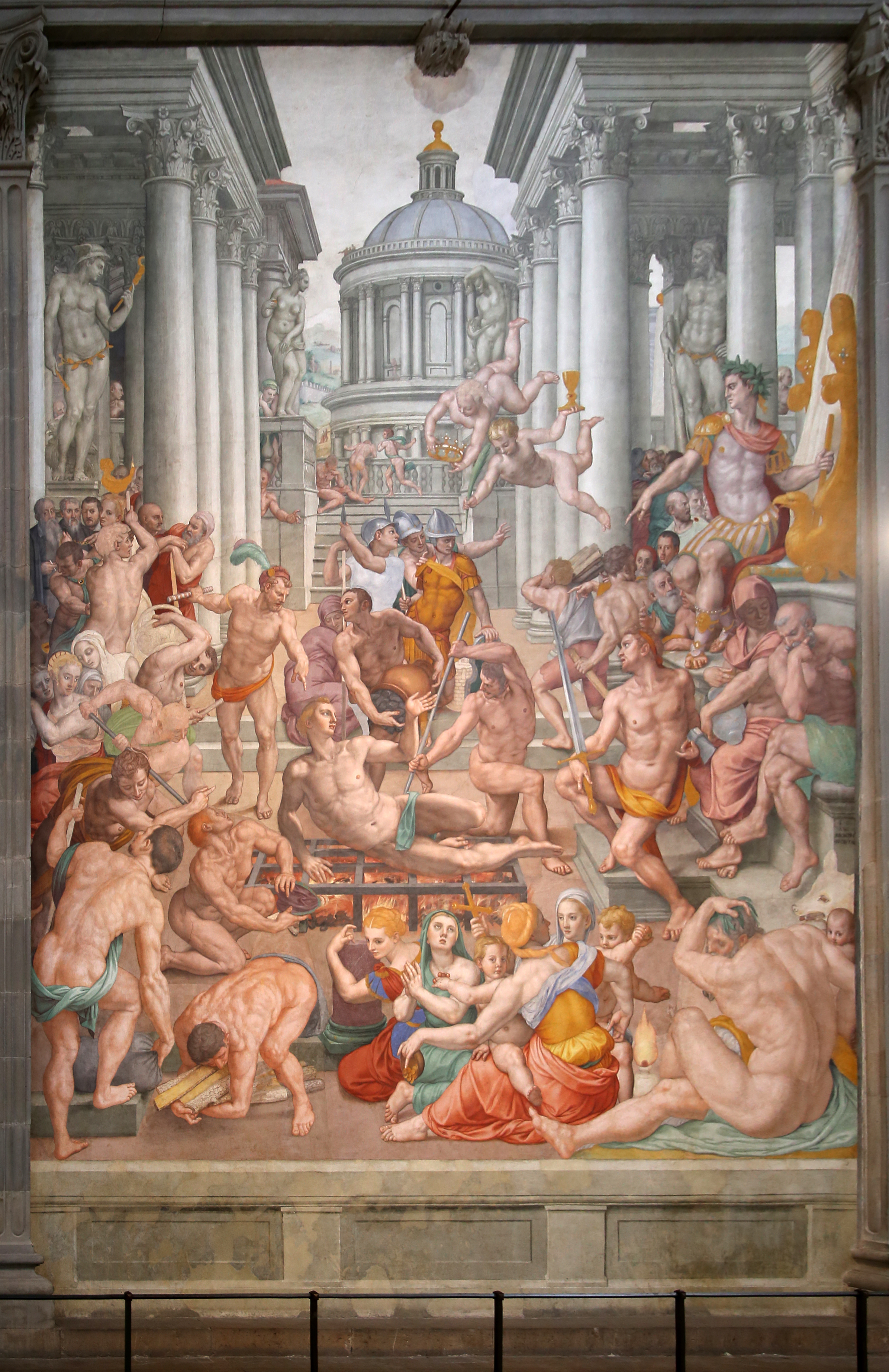
Het martelaarschap van de heilige Laurentius door Agnolo Bronzino, 1569
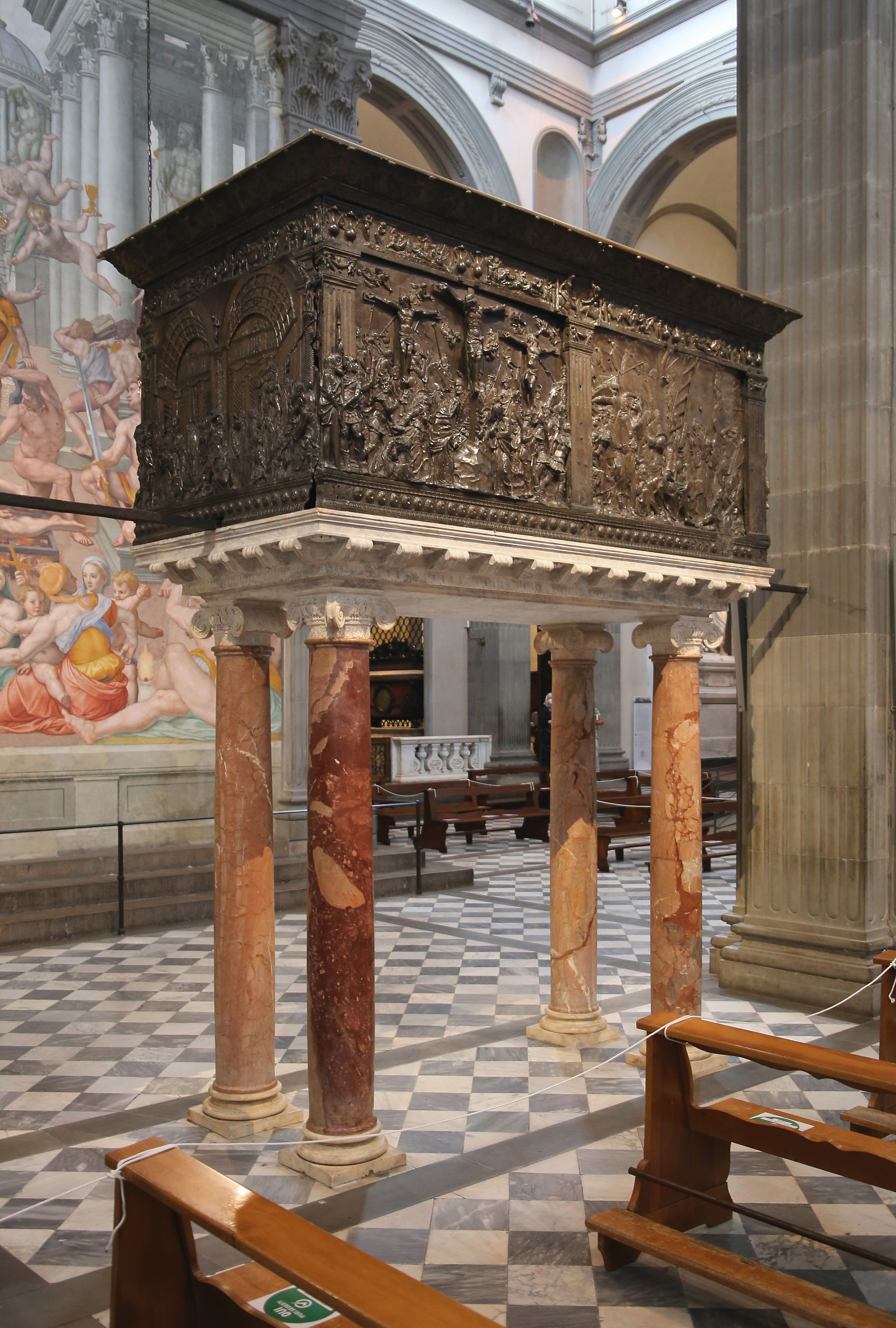
Donatello en atelier, Kansel van de passie, na 1460
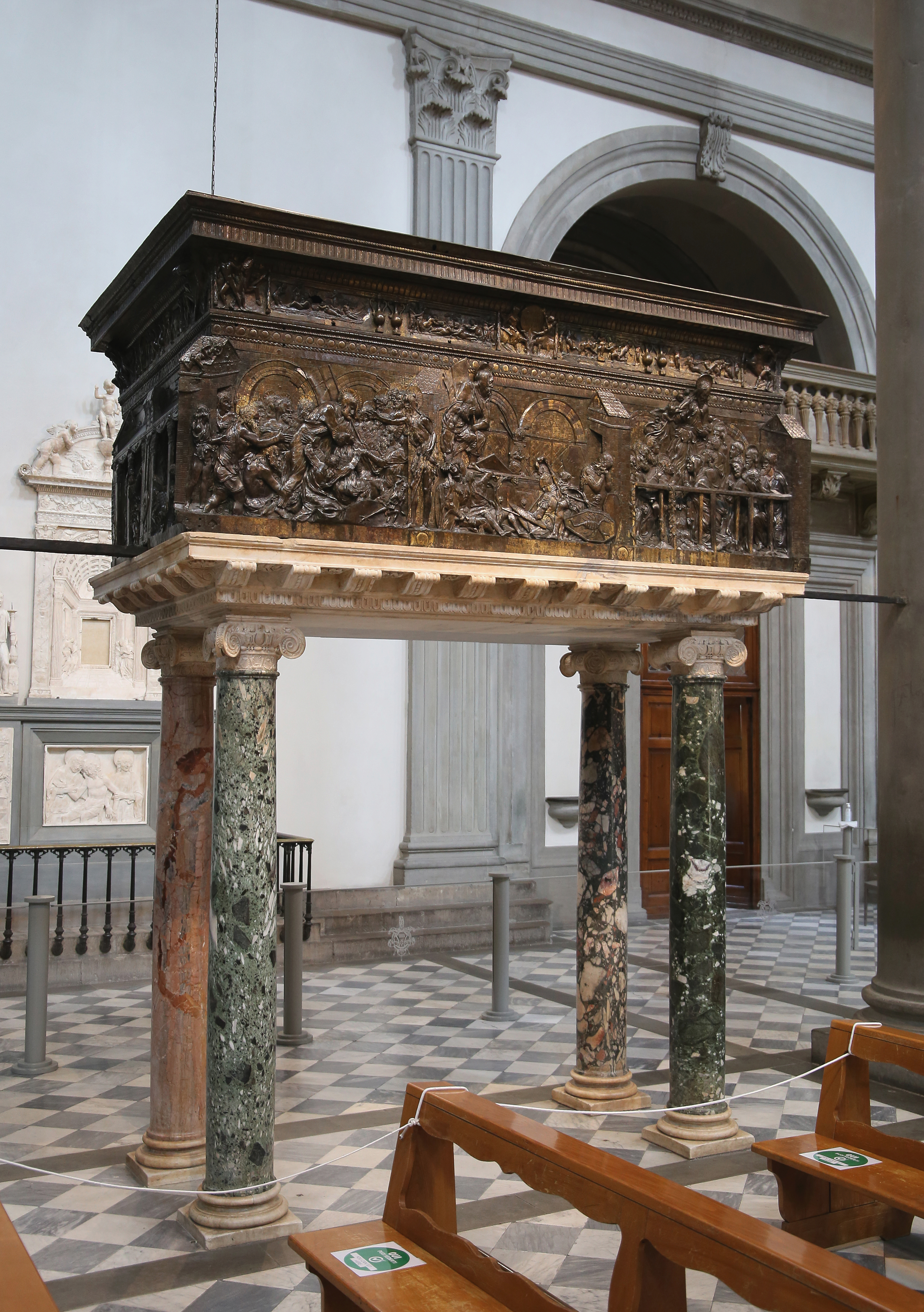
Donatello en atelier, Kansel van de verrijzenis, na 1460
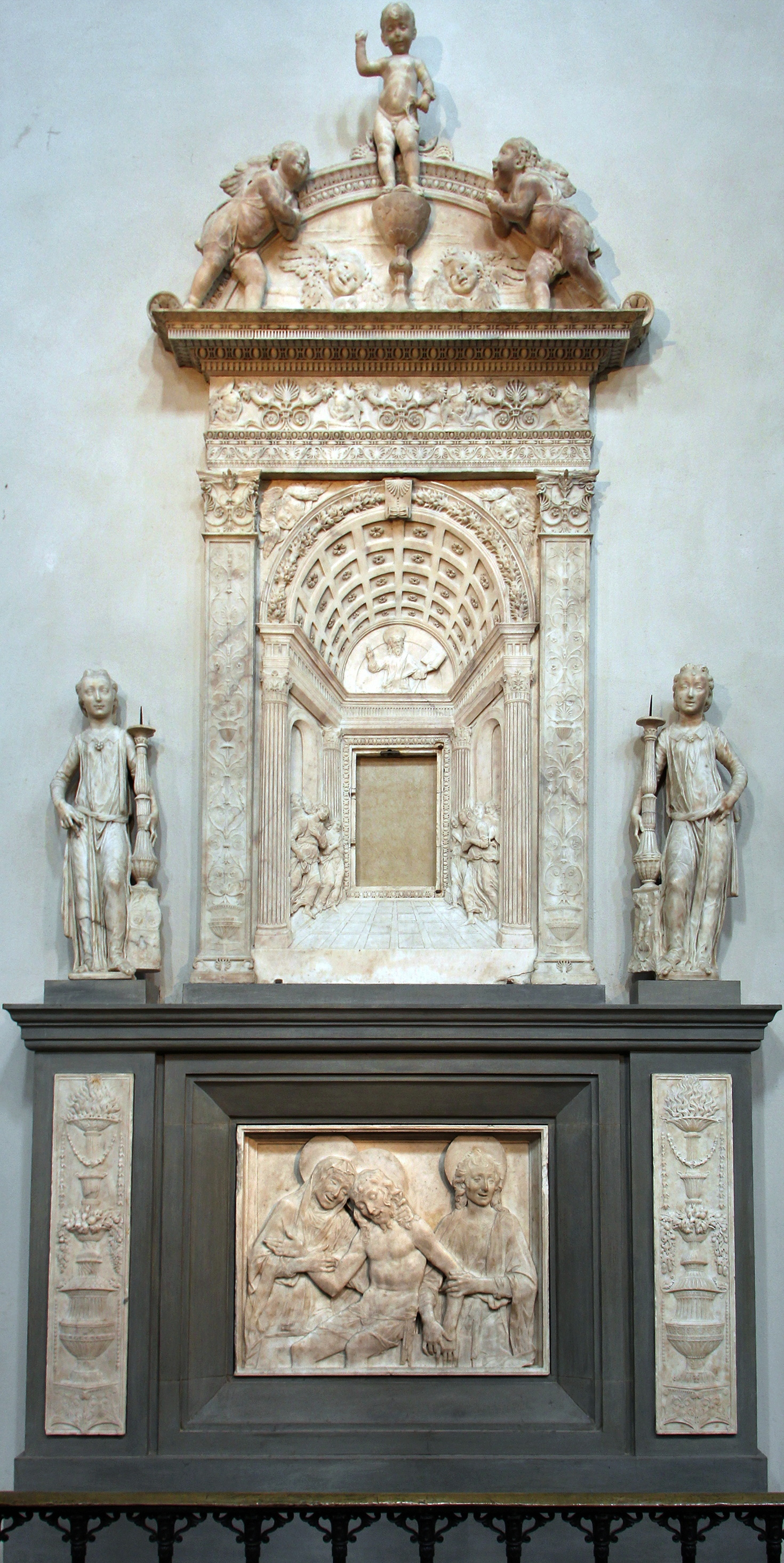
Het tabernakel door Desiderio da Settignano, ca. 1460

### Transept

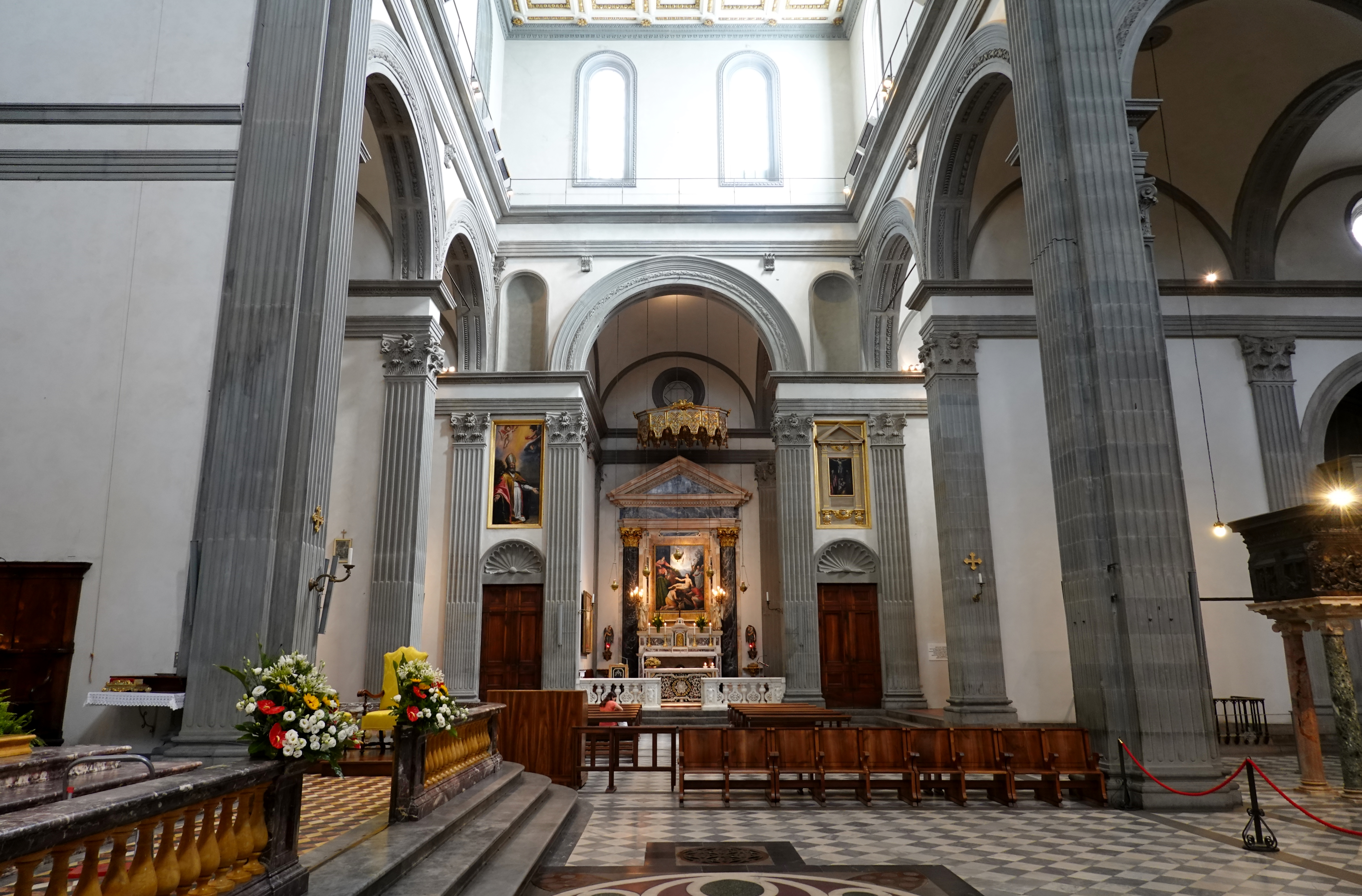
Zicht op het rechterdwarsschip met links de treden naar het hoogaltaar

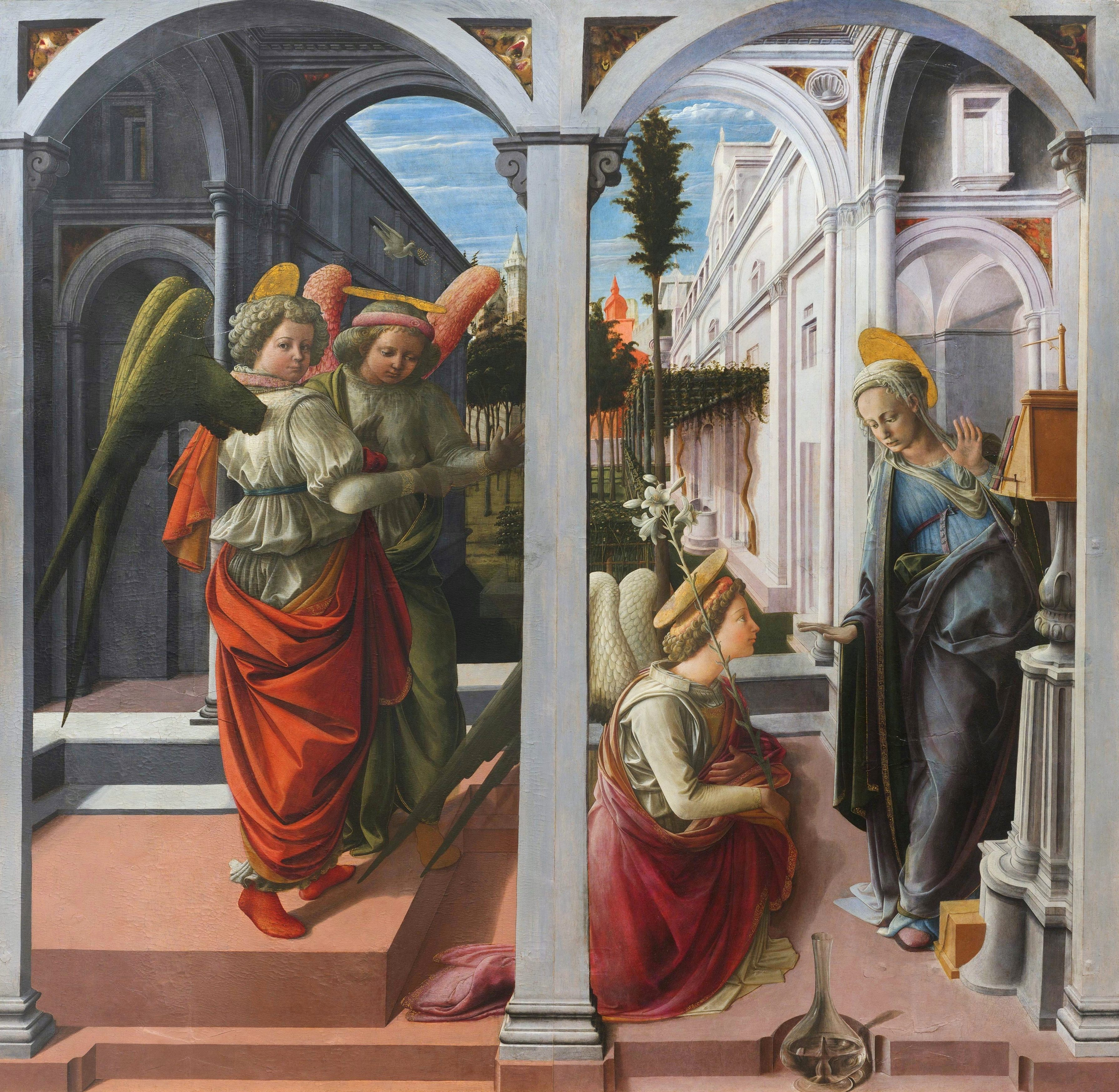
Martelli-annunciatie door Filippo Lippi, circa 1450

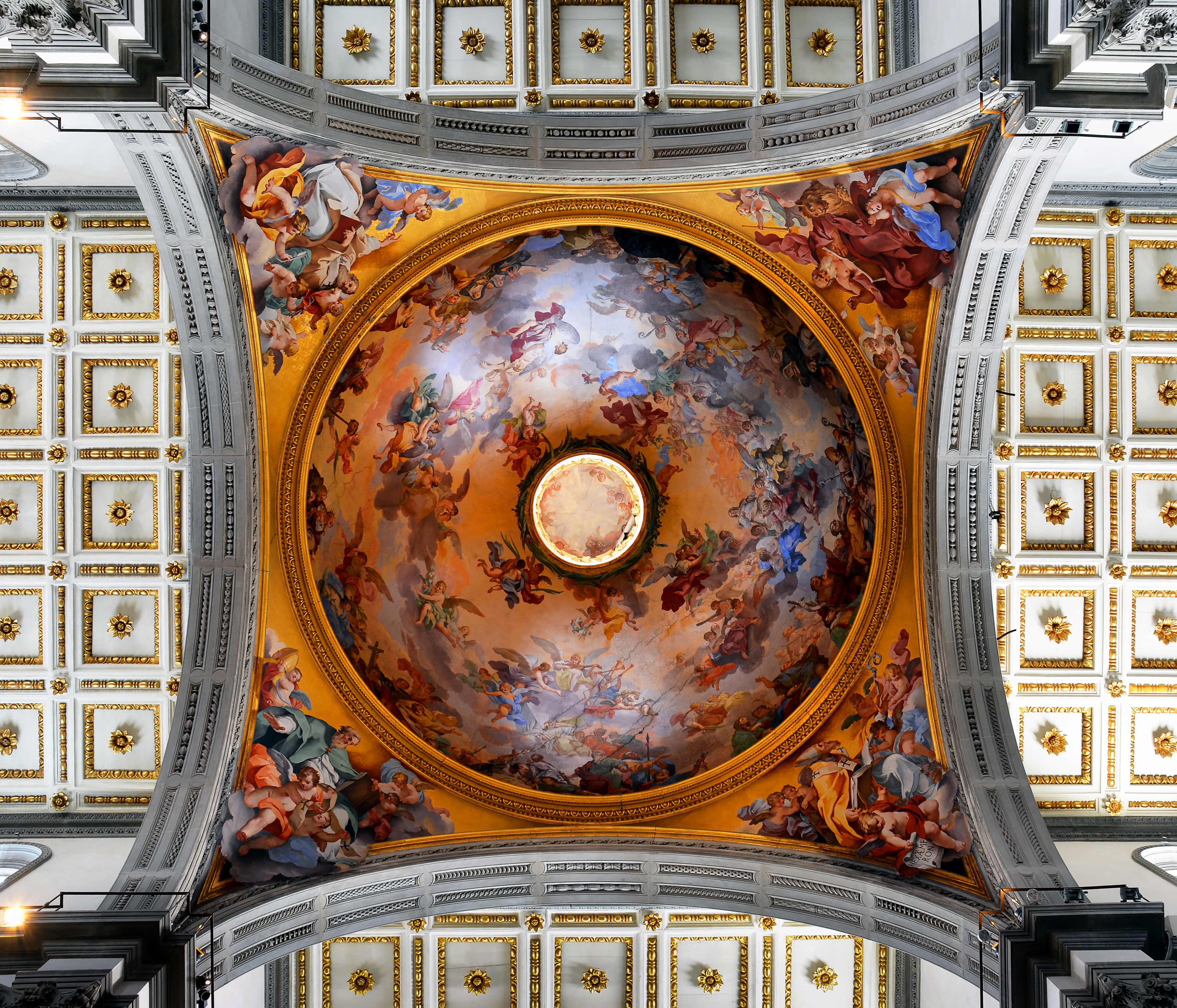
Koepel met de Glorie van de Florentijnse heiligen door Vincenzo Meucci, 1742

In de rechterarm van het transept bevindt zich aan de rechterzijde een kapel met een fragment van een oude sarcofaag, die eerder werd gebruikt als graf van de zalige Nicolaus Steno (tegenwoordig aan de overzijde, in een zeventiende-eeuws monument). Hierboven bevindt zich een fresco met een verfijnde Maagd Maria door Niccolò di Tommaso. Bij het altaar hangt een dramatisch kruisbeeld uit verschillende materialen door Antonio del Pollaiolo: het lichaam is gemaakt van kurk, de lendendoek van een gestreepte stof en het haar van touw vermengd met stucwerk. Het veelkleurige glas-in-loodraam met Nicolaus Steno is in 1996 vervaardigd door Carlo Alberto Vanalesta.
De kapel aan het uiteinde van het transept, gewijd aan het Heilig Sacrament, is voorzien van een schilderij met de heilige Zenobius van Florence door Fabrizio Boschi (eind 16e eeuw). Hier bevindt zich ook het grafmonument van Maria Anna Carolina van Saksen, eerste vrouw van groothertog Leopold II van Toscane, die stierf in 1832. Dit werk werd uitgevoerd door het restauratie-atelier Opificio delle Pietre Dure in Florence in 1857. Op de rechtermuur is De geboorte van Christus met de heiligen Marcus en Franciscus te zien uit de werkplaats van Domenico Ghirlandaio (Meester van de Borghese Tondo, eind 15e eeuw).
De kapel aan de kop van het linkertransept wordt "van de heiligen Cosmas en Damianus" of "van de relikwieën" genoemd. Het is nauw verbonden met het Medici-mecenaat van de nabijgelegen Oude Sacristie en bevat de houten kasten waarin de talrijke reliekschrijnen worden bewaard die aan de basiliek zijn geschonken. Op de ingangsboog bevinden zich twee fresco's uit 1611 die worden toegeschreven aan Bernardino Poccetti, met de heiligen Cosmas en Damianus en de heilige Carolus Borromeus en een andere prelaat. Het altaar is getooid met een veertiende-eeuwse Madonna met Kind (toegeschreven aan de gelijknamige Meester van de Madonna van San Lorenzo, navolger van de Meester van de heilige Cecilia), omlijst door een doek uit 1714 met de heiligen Laurentius, Ambrosius en Zenobius door Francesco Conti. Op het altaar staat een inscriptie uit 1714 die Cosimo III de' Medici herinnert als "Etruscorum Rex" (Koning van de Etrusken).
Aan de linkerkant volgt de kapel van de familie Martelli. Naast het Donatello-monument in neorenaissancestijl door Dario Guidotti en Raffaello Romanelli uit 1896, dat de beeldhouwer gedenkt die in de crypte begraven ligt, zijn hier twee belangrijke werken uit de 15e eeuw: de graftombe van de familie Martelli (circa 1455) door Donatello zelf of zijn atelier, waarbij een grote rieten mand is gesimuleerd, en de Martelli-annunciatie door Filippo Lippi (rond 1450), het vroegste vrijwel vierkante altaarstuk van de basiliek dat vervolgens als voorbeeld werd gebruikt voor alle anderen. De predella met de verhalen van Sint-Nicolaas is mogelijk afkomstig van een ander werk en is gemaakt door Lippi met de hulp van zijn assistent Francesco Pesellino. Boven het altaar bevindt zich een vijftiende-eeuws gepolychromeerd houten kruisbeeld en aan de linkermuur het doek van Giuseppe Nicola Nasini met de heilige Hiëronymus en de engel.
De koepel in het midden van het transept is in opdracht van Anna Maria Luisa de' Medici versierd met de Glorie van de Florentijnse heiligen, een groot fresco van Vincenzo Meucci uit 1742. Op de gewelfzwikken schilderde hij vier kerkvaders.

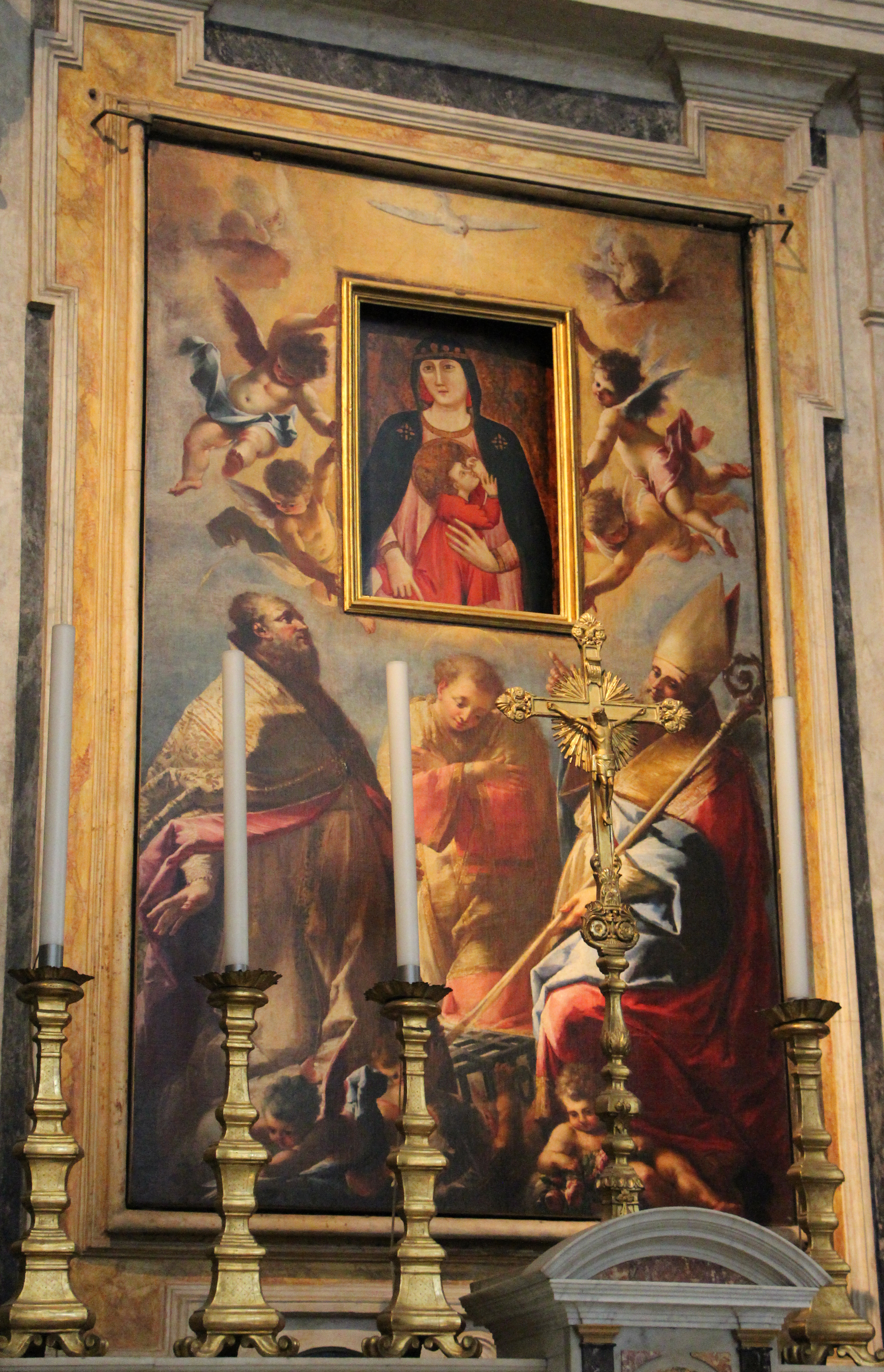
Veertiende-eeuwse Madonna, gevat in een doek met de heiligen Laurentius, Ambrosius en Zenobius door Francesco Conti, 1714
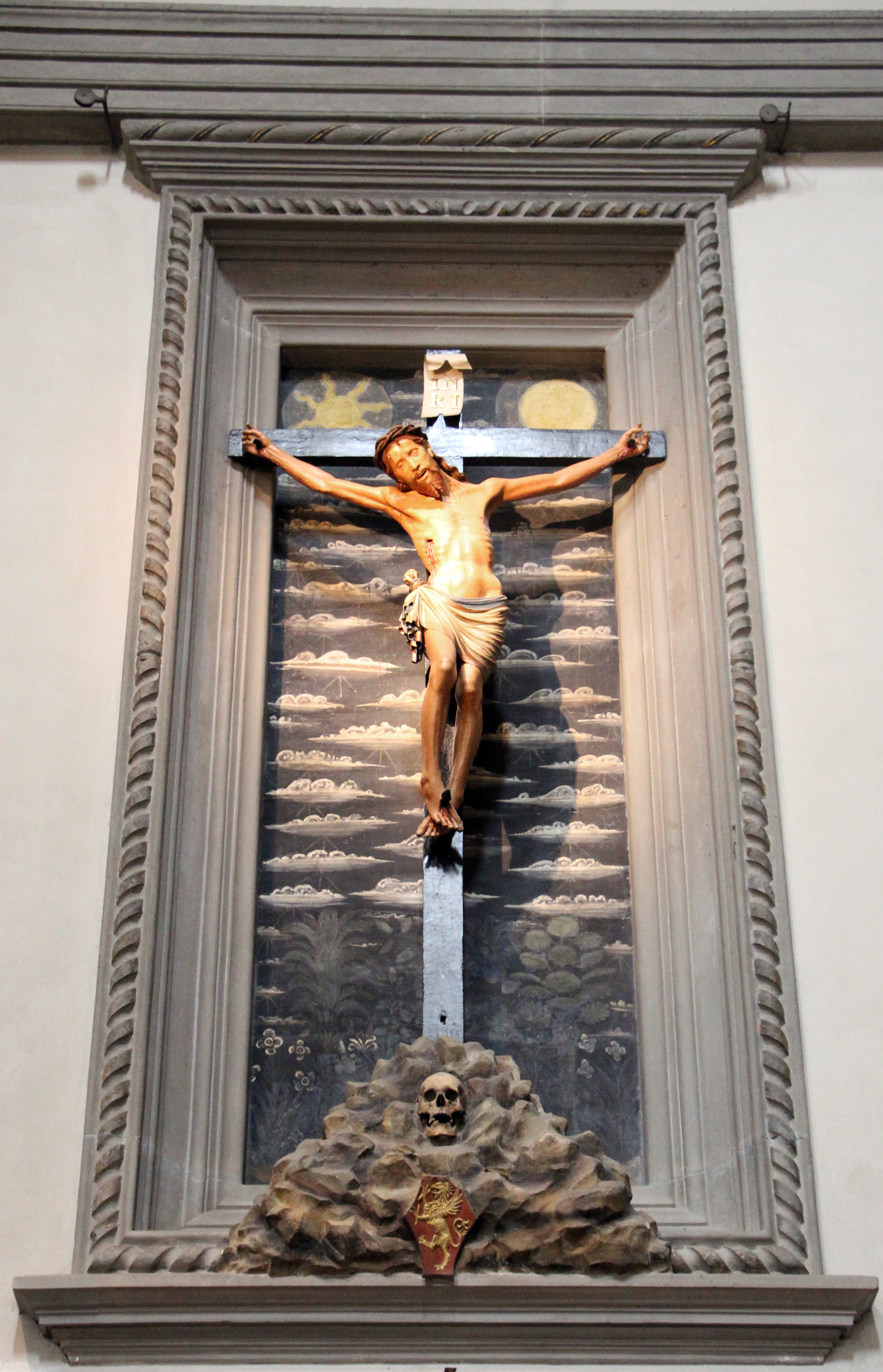
Houten kruisbeeld van de Martelli-kapel, 15e eeuw

### Hoogaltaar

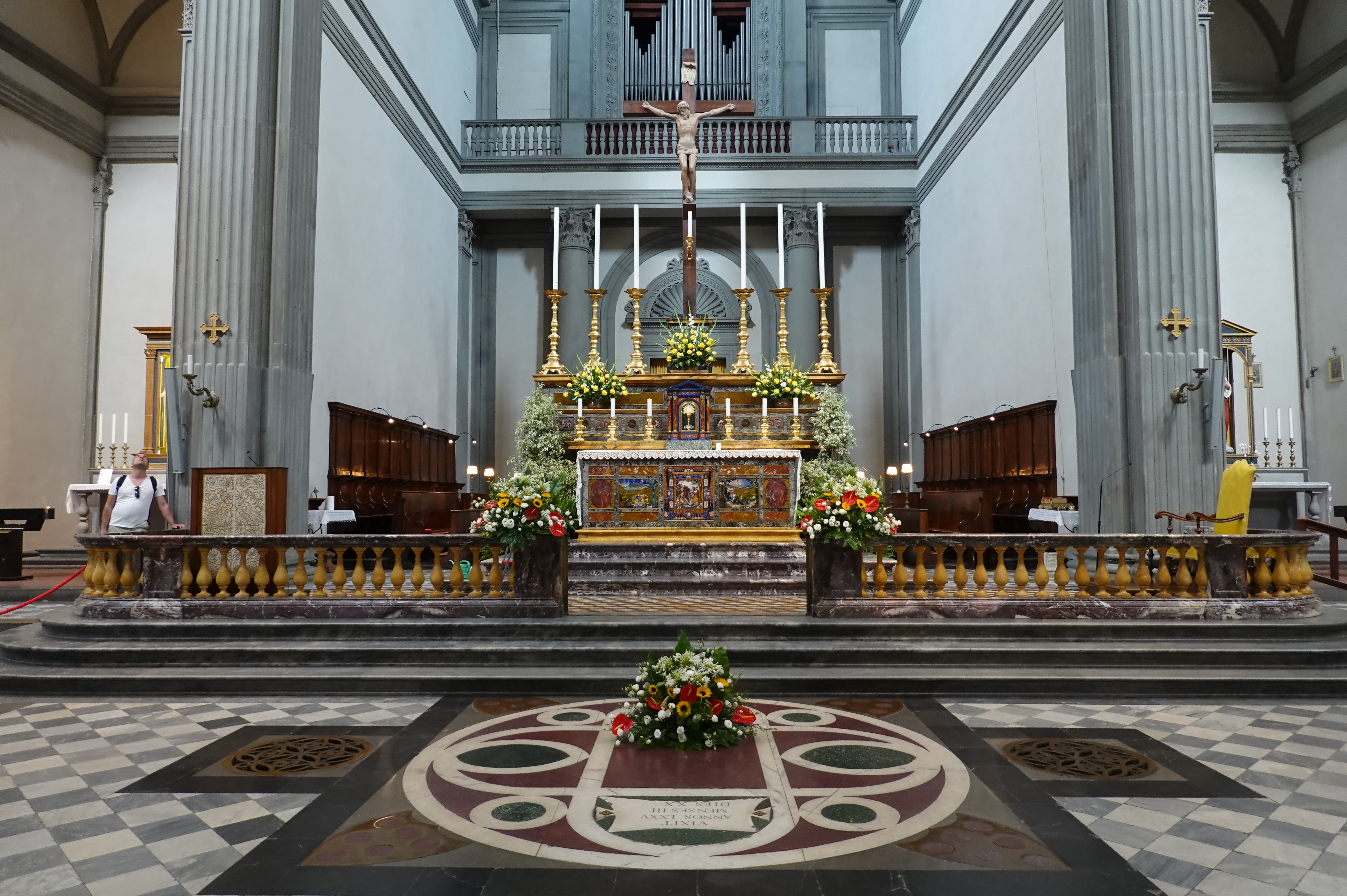
Hoogaltaar met het gedenkteken voor Cosimo de Oude

Het hoogaltaar is gemaakt van hardsteen en in 1787 ontworpen door Gaspare Maria Paoletti, met daarboven een marmeren kruisbeeld, dat wordt toegeschreven aan Valerio Cioli. Achter het hoogaltaar bevindt zich een restant van het koor, dat vroeger was versierd met fresco's door Pontormo en in de achttiende eeuw grotendeels werd gesloopt. De afgeknotte vorm van het koor dateert van de verbouwing uit 1860 door Gaetano Baccani. Voor het altaar markeert een bronzen rooster tussen de geometrische motieven in de vloer (de wapenschilden van de Medici, uitgevoerd in veelkleurig marmer, porfier en serpentijn) de graftombe  van Cosimo de' Medici de Oude in de crypte eronder. Dit is een uitzonderlijke locatie voor een burgerlijk graf, die meestal is voorbehouden aan de heiligengraven of de kostbaarste relikwieën en die getuigt van het buitengewone aanzien van de Medici-dynastie in de basiliek.

### Crypte
Onder de kerk bevindt zich een crypte, die niet toegankelijk is. Hier zijn onder anderen Cosimo de' Medici de Oude (1389-1464) en de beeldhouwer Donatello (1386-1466) bijgezet. Boven de graftombe van Cosimo is in 1465-1467 in de vloer van de kerk – voor het hoogaltaar – een gedenkteken aangebracht. De graftombe is uitgevoerd door Andrea del Verrocchio, de leermeester van Leonardo da Vinci.
Behalve in de crypte onder de kerk en in de Oude Sacristie zijn leden van de Medici-familie ook begraven in de Nieuwe Sacristie (Sagrestia Nuova) en de Vorstenkapel (Cappella dei Principi). Deze ruimtes zijn wel met de kerk verbonden, maar worden onder de naam Cappelle Medicee of Medici-kapellen als een apart museum beheerd.

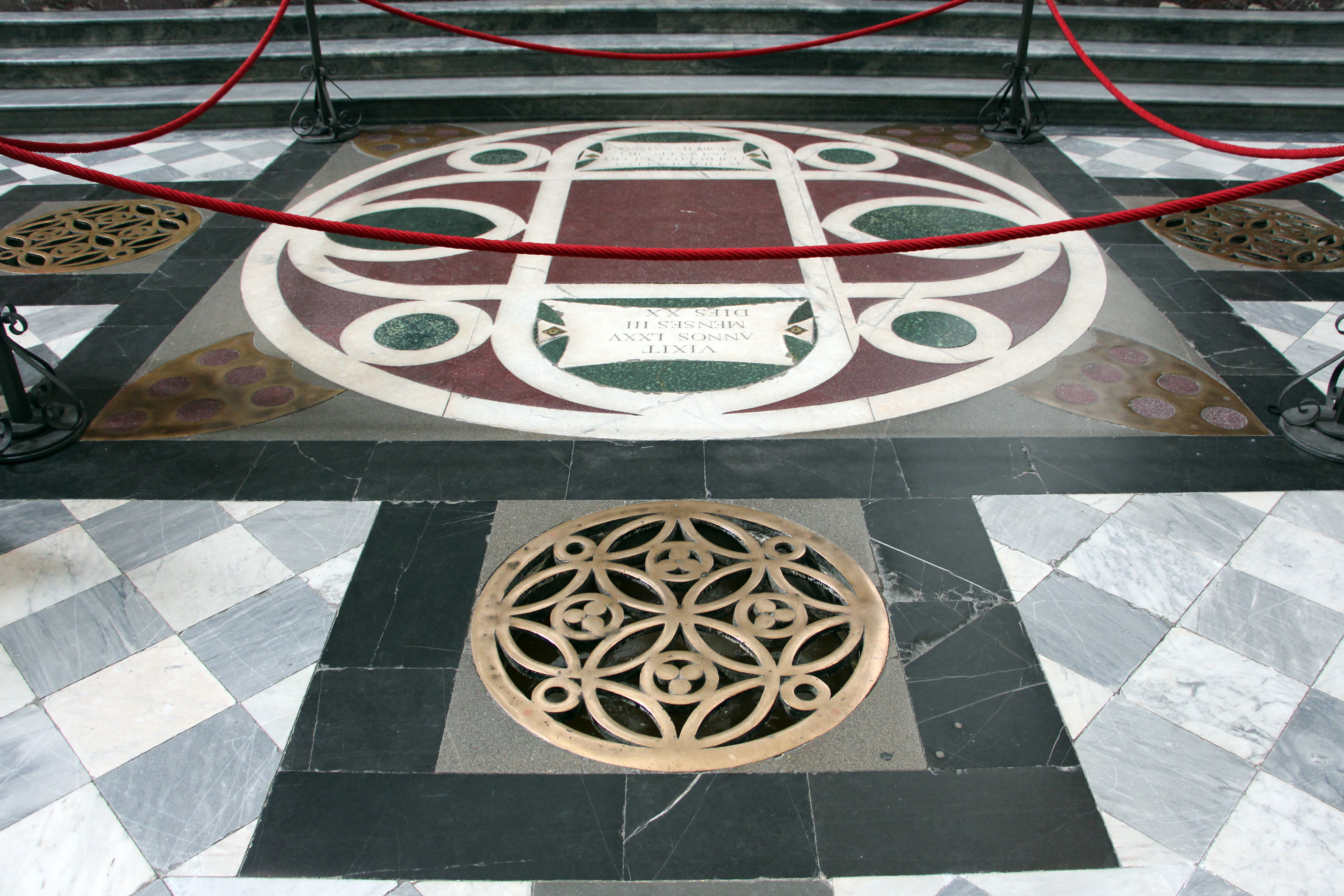
Het gedenkteken voor Cosimo de Oude voor het hoogaltaar
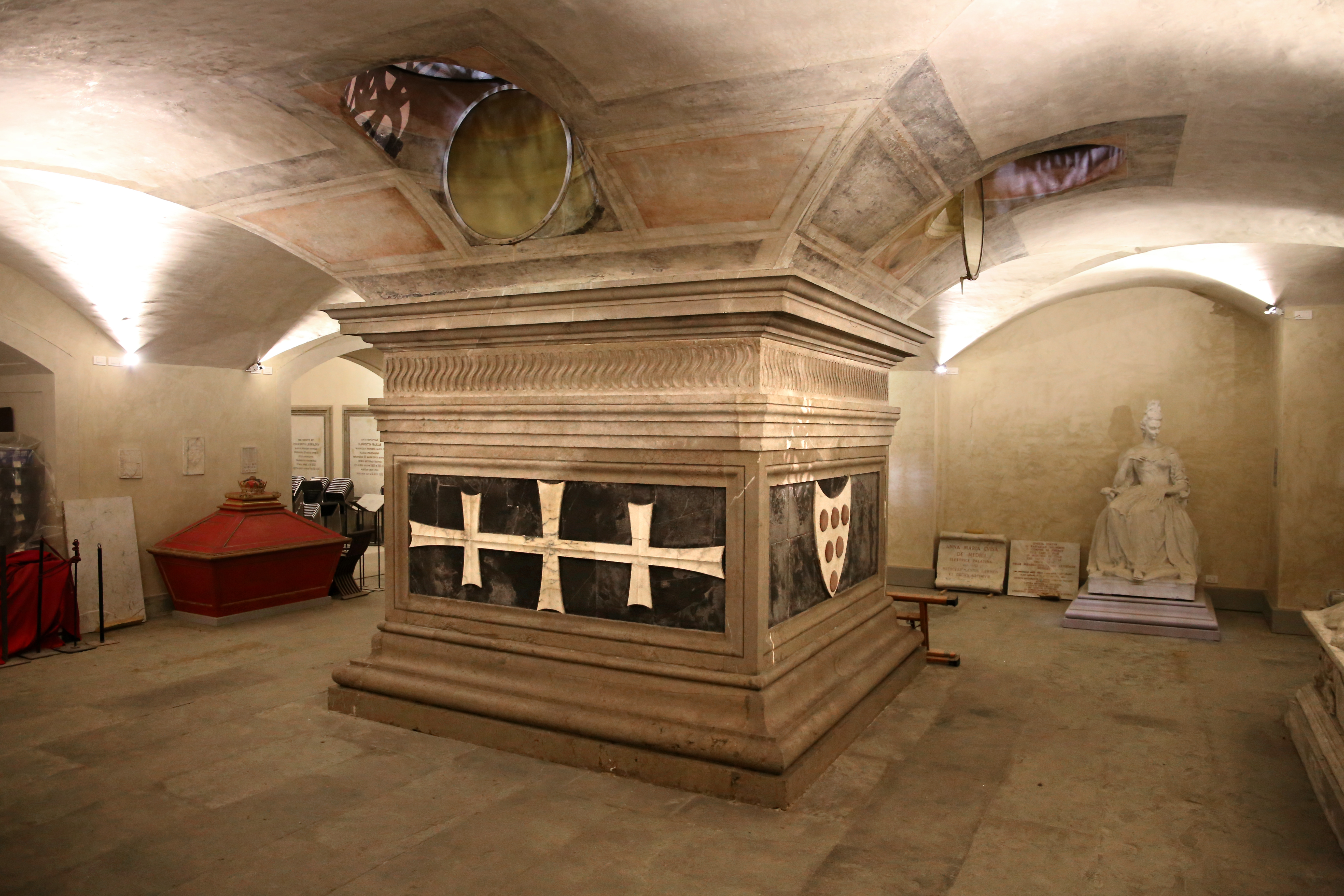
De graftombe van Cosimo de Oude in de crypte

### Pijporgels

#### Hoofdorgel

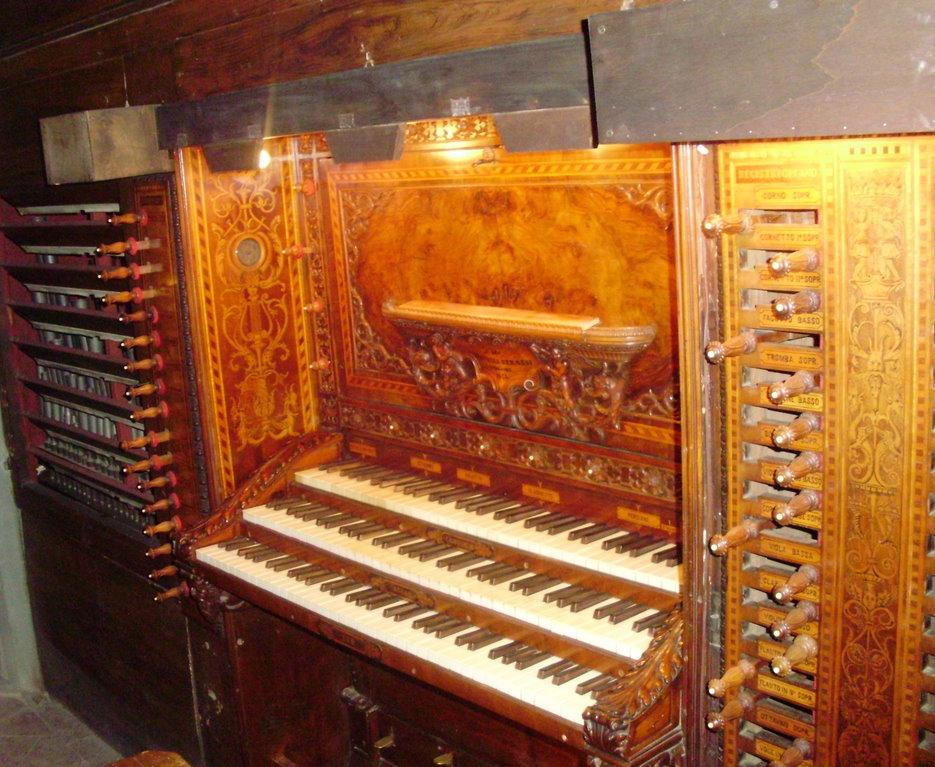
Speeltafel van het Serassi-orgel uit 1864-65

Het grootste orgel van de kerk, dat nog in originele staat verkeert, werd in 1864-1865 gebouwd door de beroemde orgelfabriek van de gebroeders Serassi uit Bergamo in opdracht van de Italiaanse regering. Het bevindt zich boven in de apsis.
Het weelderige en imposante instrument beschikt over drie klavieren met elk zeventig toetsen, een pedaalklavier en 64 registers. De speeltafel is voorzien van zeer fijn en sierlijk houtsnijwerk. Het transmissiesysteem is nog het volledig originele mechaniek. Na de plaatsing van het orgel werd Giacomo Serassi door koning Vittorio Emanuele II geridderd in de Orde van Sint-Mauritius en Sint-Lazarus en verleende hij het bedrijf het recht om hun embleem te sieren met het koninklijke wapenschild.

#### Renaissance-orgel

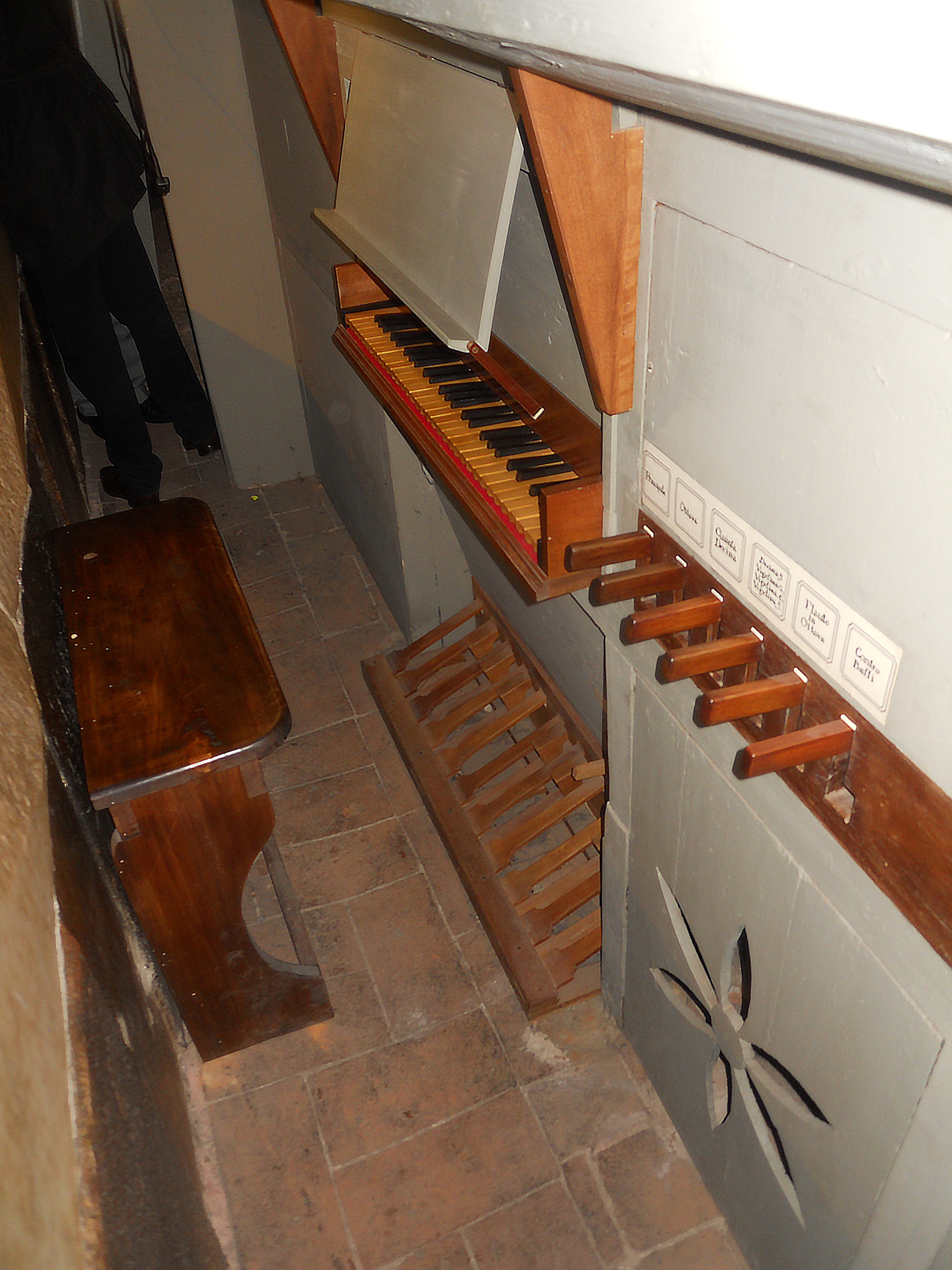
Speeltafel van het Vantaggini-orgel

Het oudste pijporgel, dat zich boven de eerder genoemde cantoria uit het atelier van Donatello bevindt, werd in 1502 gebouwd door Benedetto Vantaggini uit Volterra en later in 1773 vergroot door de gebroeders Tronci. In 1896 werden de balg, het klavier en het pedaal vernieuwd door Pietro Paoli uit Campi Bisenzio. Verder voegde hij vier chromatische toetsen toe in het eerste octaaf.
Ter gelegenheid van het zestiende eeuwfeest van de kerk in 1993-1994 werd het orgel gerestaureerd door orgelbouwer Riccardo Lorenzini uit Montemurlo, die het instrument terugbracht in de originele staat. Het instrument heeft een manuaal of handklavier met 47 toetsen met een kort eerste octaaf en een pedaalklavier met 14 toetsen, die permanent verbonden zijn met het manuaal.

#### Orgel in het koor
In het koor, verborgen achter het hoogaltaar, bevindt zich een derde pijporgel dat in 1952 werd gebouwd door de firma Tamburini en in 2007 werd uitgebreid. Het heeft twee klavieren met elk 61 toetsen en een concaaf-radiaal pedaalklavier met 32 toetsen. De transmissie is elektrisch.

## Oude Sacristie

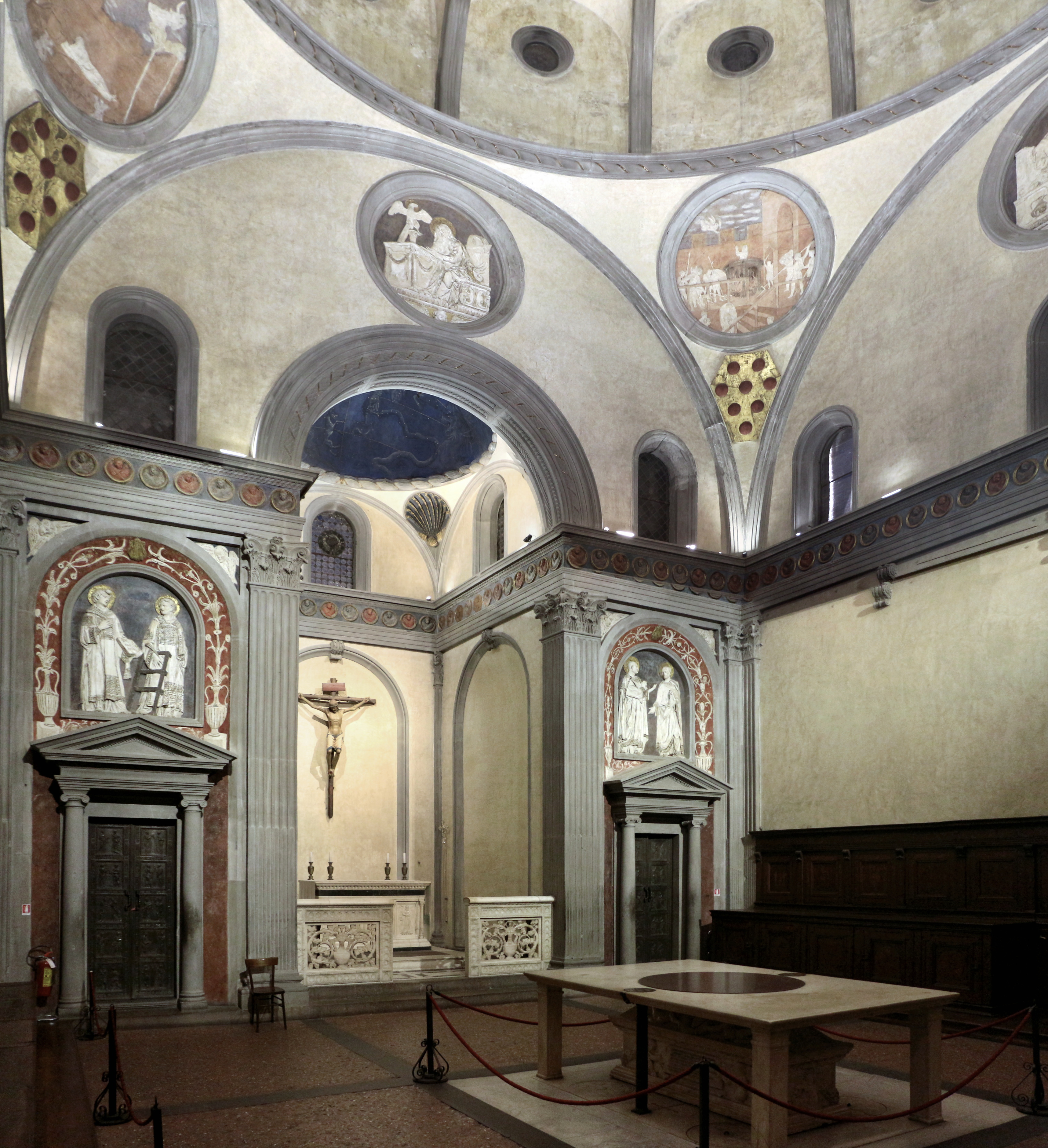
Oude Sacristie door Brunelleschi

De Oude Sacristie (Sagrestia Vecchia) bevindt zich links van het dwarsschip. Het gebouw is ontwerpen door Filippo Brunelleschi. Van zijn werken die tijdens zijn leven zijn voltooid, is dit het enige dat volledig bewaard is gebleven.
Brunelleschi maakte hier een synthese van de traditionele, middeleeuwse ontwerppraktijk en de klassieke voorbeelden. Voor dit laatste baseerde hij zich vooral op de Florentijnse romaanse gebouwen uit de zogeheten protorenaissance van de 12e eeuw, zoals het Baptisterium, San Miniato al Monte en de Badia in Fiesole. Destijds dacht men dat deze gebouwen uit de antieke oudheid stamden en een lokale klassieke traditie vertegenwoordigden. Brunelleschi gaf zijn gebouwen echter strenger geordende proporties, gebaseerd op simpele verhoudingen van de gehele getallen 1, 2, 3 en 4. Zo is de basis van het gebouw een kubus die door horizontale lijsten in tweeën is gedeeld en wordt deze kubus bekroond door een halve bol.
Hier bevinden zich de graftombes van vier leden van de Medici-familie, zowel de ouders van Cosimo de Oudere als diens twee zonen. Giovanni di Bicci de' Medici, de opdrachtgever van de grafkapel, en zijn vrouw Piccarda Bueri liggen onder de marmeren tafel in het midden. Aan de linkerzijde liggen Cosimo's zonen Piero en Giovanni in de graftombe, die in 1472 is vervaardigd door Andrea del Verrocchio.

## Nieuwe Sacristie

Nieuwe Sacristie door Michelangelo met rechts de graftombe van Lorenzo, hertog van Urbino (foto uit 1883)

De Nieuwe Sacristie (Sagrestia Nuova) bevindt zich rechts, aan het andere uiteinde van het dwarsschip. Na de dood van Lorenzo de Jongere in 1519 werd de ruimte volgens een ontwerp door Michelangelo ingericht tot grafkapel van vier leden van de Medici-familie, te weten de broers Lorenzo il Magnifico en de in 1478 vermoorde Giuliano, en de beide Medici-hertogen: Giuliano de Jongere, hertog van Nemours, en Lorenzo de Jongere, hertog van Urbino. Michelangelo vervaardigde ook de beelden en de architectonische details. Michelangelo had hiervoor ervaring opgedaan met een soortgelijk, maar veel groter grafmonument voor paus Julius II, dat uiteindelijk in sterk gereduceerde vorm is uitgevoerd. Het project nam meer dan 15 jaar in beslag en ook dit ontwerp van Michelangelo bleef onvoltooid. Michelangelo baseerde zich voor de verhoudingen van de kapel op de Oude Sacristie van Brunelleschi.
Aan de hand van de schetsen van Michelangelo en kopieën naar diens tekeningen is de ontwikkeling van het ontwerp te volgen. Aanvankelijk dacht hij aan een vrijstaand monument met aan elke zijde een graftombe voor een van de vier Medici. Daarna volgde het idee om de twee zijwanden te voorzien van dubbele graftombes voor respectievelijk de beide Magnifici en de beide hertogen, terwijl de wand tegenover de ingang was gereserveerd voor het altaar met daarboven beelden van de Madonna met Kind en de beide beschermheiligen van de Medici, Cosmas en Damianus. Deze opzet werd ten slotte ingeruild voor het min of meer definitieve ontwerp, waarbij aan de zijwanden de grafmonumenten voor de beide hertogen werden aangebracht, terwijl de beide Magnifici in een dubbele, onversierde sarcofaag tegenover het altaar werden bijgezet. Van dit ontwerp zijn alleen de beide grafmonumenten voor de hertogen met in totaal zes beelden grotendeels uitgevoerd. Van de beelden voor het altaar heeft Michelangelo alleen de Medici-Madonna voltooid. De beelden van de beide heiligen zijn door andere Florentijnse beeldhouwers gemaakt. Zij werden door Giorgio Vasari geplaatst op een eenvoudige marmeren sarcofaag, met daarin de stoffelijke resten van Lorenzo il Magnifico en zijn broer Giuliano, die eerst waren bijgezet in de graftombe van hun vader Piero en oom Giovanni in de Oude Sacristie.
In de kapel rust ook de in 1537 vermoorde Alessandro, de eerste hertog van Florence.

## Vorstenkapel

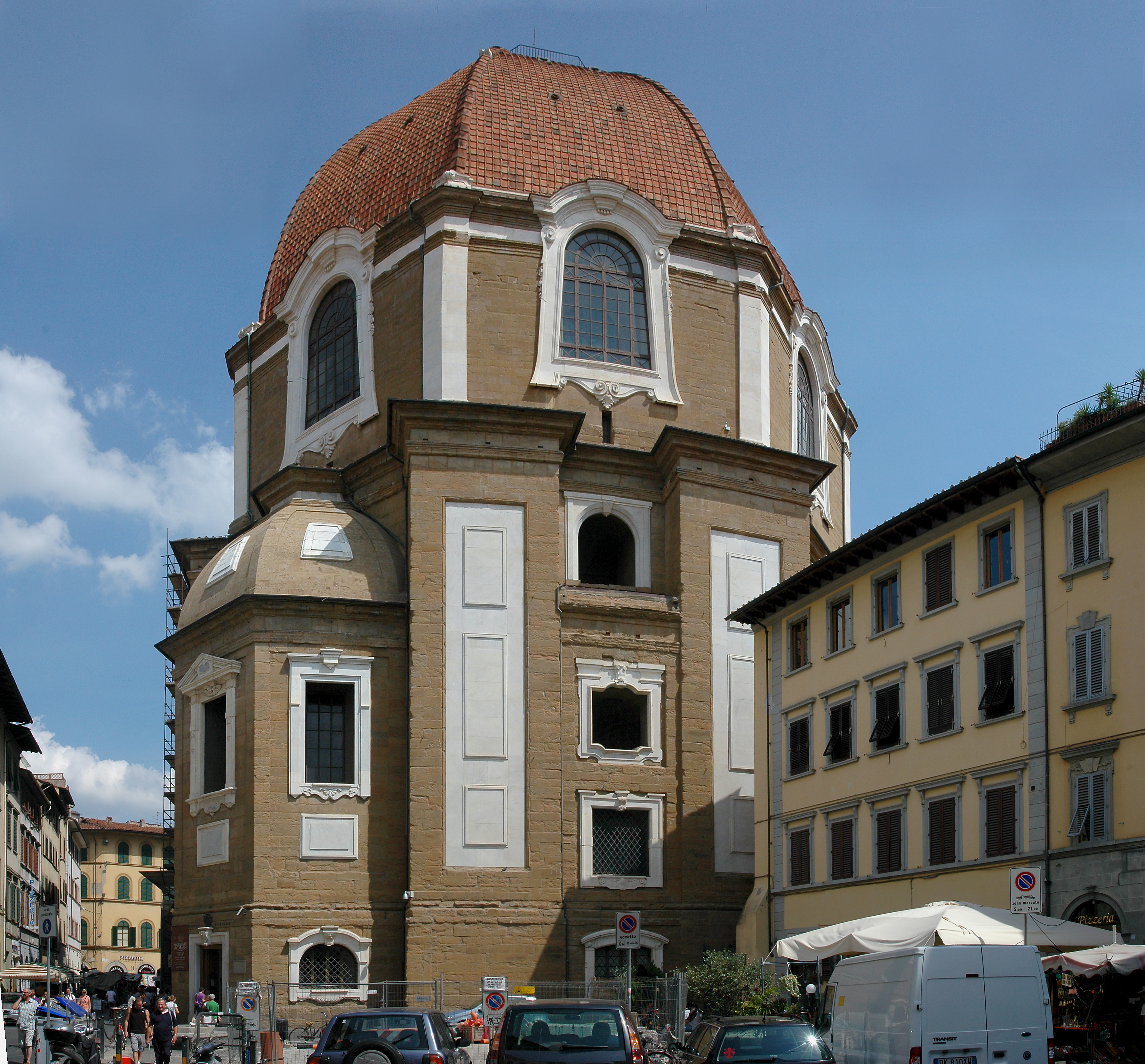
Vorstenkapel

Via de crypte onder de kerk is de Vorstenkapel bereikbaar die vanaf 1604 werd gebouwd. Het achthoekige gebouw met koepel is een praalgraf voor de groothertogen van Toscane uit de Medici-familie. Er bevinden zich grafmonumenten voor de eerste zes groothertogen, te weten van links naar rechts: Cosimo I, Francesco I, Cosimo III, Ferdinando, Cosimo II en Ferdinando II. De stoffelijke resten bevinden zich in een crypte onder de kapel.

## Kruisgang van de kanunniken

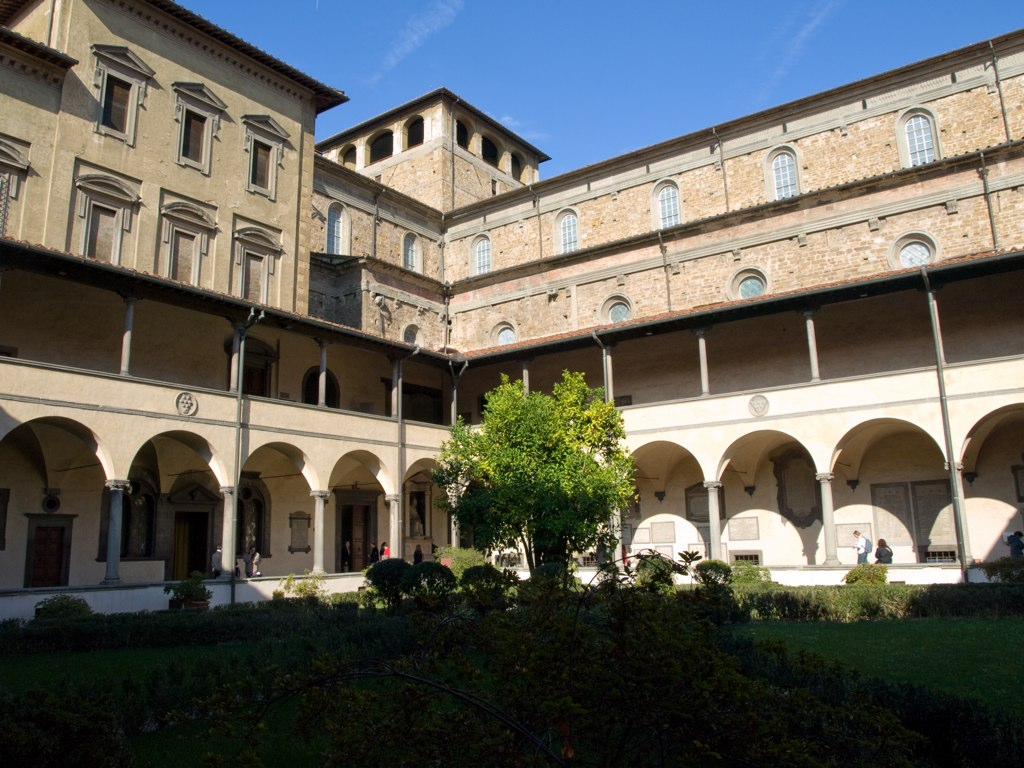
De kruisgang van de kanunniken

Aan de linkerzijde van het schip geeft een deur toegang tot de kruisgang die tussen 1457 en 1460 is gebouwd in de stijl van Brunelleschi door diens leerling Antonio Manetti. Het bouwwerk heeft een dubbele loggia met ronde bogen op de benedenverdieping en een architraaf op de bovenverdieping. Vroeger waren hier de verblijven van de kanunniken en de verschillende ruimtes van het kloosterleven gevestigd.
Aan de rechtermuur van de ingangsportiek bevindt zich het stucwerk Madonna met Kind met een geglazuurde terracotta lijst uit 1513. Aan dezelfde kant bevinden zich talrijke gedenkstenen, waaronder de steen die op verzoek van Anna Maria Luisa de' Medici werd geplaatst om de restauratie van het complex in 1742 te herdenken.
In de kruisgang staat ook het marmeren beeld van Paolo Giovio uit Como, bisschop van Nocera, gemaakt door Francesco da Sangallo (gesigneerd 1560). Verderop leidt een deur met timpaan naar de kapel van het kapittel van de kanunniken met het houten koorgestoelte uit einde vijftiende eeuw. Vanaf de eerste verdieping is de door Michelangelo ontworpen Biblioteca Medicea Laurenziana te bereiken.

## Biblioteca Laurenziana
Vanaf 1524 werd deze Medici-blibliotheek gebouwd in opdracht van paus Clemens VII en naar een ontwerp van Michelangelo.